# Аврора (бронепалубен крайцер, 1900)
Аврора (на руски: Аврора) е музеен бронепалубен крайцер от 1-ви ранг на Балтийския флот от Военноморския флот на Русия.
Той е последният от крайцерите тип „Диана“. Името си носи в чест на ветроходната фрегата „Аврора“, прославила се при отбраната на Петропавловск-Камчатски в Кримската война.
По време на Руско-японската война участва в похода на Втора тихоокеанска ескадра, който завършва с Цушимското сражение. Крайцерът взема участие в Първата световна война. Халосният изстрел на „Аврора“ става сигнал за щурма на Зимния дворец, а крайцерът става един от символите на Октомврийската революция. През септември 2014 година е изпратен в Кронщат за ремонтни работи, след които през 2016 година отново се завръща на вечната си стоянка на Петроградската набережна. „Аврора“ е обект на културното наследство на Руската федерация.

## Построяване

### Проектиране
Поръчката на крайцерите от типа „Диана“ е предизвикана от външнополитическата обстановка от края на 19 век. Изострянето на противоречията с Англия, които са урегулирани по дипломатически път, се сменят с постоянно нарастващата „германска заплаха“ в Балтика. Новата посока в надпреварата във военноморските въоръжения на фона на напрегната политическа ситуация води през 1895 г. към поредна корекция на двадесетгодишната корабостроителна програма на Русия, приета през 1881 г. В рамките на направените допълнения, внесени в нея, са поръчани три „карапасни крайцера“, станали впоследствие крайцерите от тип „Диана“.
За изпълнител на поръчката е избран Балтийският завод, специалистите на който в течение на месец предлагат за разглеждане на Морския технически комитет (МТК) вариант за крайцери с различна водоизместимост. Като основа за бъдещата разработка е избран по инициатива на Ксаверий Ксавериевич Ратник проект за крайцер с водоизместимост от 6000 тона, прототип за който става най-новият по онова време английски крайцер „Талбот“. До ноември 1896 г. тече съгласуването на тактико-техническите характеристики на бъдещите кораби, а още преди това (в началото на юни) е решено да се построи серия – вече не от два, както е първоначалната идея, а от три крайцера. Третият крайцер (бъдещата „Аврора“) е предписано да се заложи от Новото Адмиралтейство. Работите по строителството на „Палада“ и „Диана“ се осъществяват фактически едновременно; „Аврора“ напротив – изостава от графика в продължение на целия строеж и може да се смята за допълнително построен кораб на проекта.

### Подготовка и стапелен период
Резолюцията на ГУКиС (Главно управление по корабостроене и снабдяване) от 23 юни 1896 г. на началника на управлението, вицеадмирал Владимир Павлович Верховский, предписва да се започнат работите по строежа в Новото Адмиралтейство на „крайцер с водоизместимост 6630 t“ от типа „Диана“. Това име на новия кораб се запазва в официалните документи в течение на почти година, до момента когато Николай II решава какво да бъде името на крайцера.
Непосредствените работи по формиране на корпуса на кораба започват в Новото Адмиралтейство през септември – октомври 1896 г. под ръководството на назначения за строител на крайцера корабен инженер младши корабостроител Е. Р. де Грофе. Към този момент няма необходимите материали за строеж (стомана), тъй като Адмиралтейският Ижорски завод е претоварен от поръчки, които не успява да изпълни, в частност производството на клетъчна (швалерна) стомана за бимсовете батарейната и бронираната палуби и крепленията за напречните прегради. Освен това администрацията на завода моли В. П. Верховски за удължаване на сроковете. В резултат част от поръчката, по разпореждане на началника на ГУКиС, е прехвърлена към Александровския чугунолеярен завод. Във връзка със задръжката на началния етап от строежа се прави само подготовката на строителния плас и набор на стапел-блоковете в елинга. На 30 октомври 1896 г., с пристигането на първата партида корабостроителна стомана, е започнат наборът на вертикалния кил.
| Корабостроителна стомана                                         | Адмиралтейски Ижорски завод Александровски чугунолеярен завод |
| Щевни и болтове от морски бронзов прокат                         | Завод на Я. С. Пулман                                         |
| Палубна броня                                                    | Фирма „Шатильон-Коментри“                                     |
| Броня за защита на кожусите на котелните отделения и елеваторите | Адмиралтейски Ижорски завод                                   |
| Артилерия                                                        | Обуховски завод                                               |
| Минно въоръжение, комплект мачти                                 | Металически завод                                             |

На 12 април 1897 г. император Николай II заповядва строящият се крайцер да се именува „Аврора“ в чест на римската богиня на зората. Това име е избрано от императора сред общо единадесет предложени варианти за име.
Официалното залагане на крайцерите от типа „Диана“ е проведено на 4 юни 1897 г. Първа в 10:30 е тържествената церемония на „Аврора“ – в присътствието на генерал-адмирала Алексей Александрович е закрепена сребърната табелка между 60-и и 61-ви шпангоут и е издигнат на специално поставени флагщокове флагът и гюйсът на бъдещия крайцер.
Най-важен е въпросът, възникнал още в началото на строежа и който повлиява върху неговите срокове – поръчката на машините за крайцера. Едва на 20 юли 1897 г. е подписан договорът с Франко-руския завод за производството на машините, котлите и останалите механизми, описани в спецификацията. Такова забавяне в постигането на договореност е обусловено от нежеланието на ръководството на даденото предприятие да предостави чертежите на Балтийския завод, който управляващият Морското министерство на Руската империя Павел Петрович Тиртов желае за изпълнител на производството. След договаряне на два процента отстъпка от цената на поръчаните за „Диана“ и „Палада“ комплекти от механизмите, ръководството на Франко-руския завод успява да подпише договора за производството и на третия комплект. Стойността на всички работи съгласно договора е 2,275 милиона рубли. Наблюдаващ производството на механизмите сега е старши инженер-механикът А. А. Перов. За времето на строежа до ходовите изпитания, т.е. почти 8 години, в непосредственото ръководство на строежа на крайцера, от септември 1896 г., са заети четирима души – офицери от Корпуса на корабните инженери (ККИ): Е. Р. де Грофе, К. М. Токаревски, Н. И. Пущин и А. А. Баженов.
В същото време стапелният период от строителството на „Аврора“ продължава; посетилият Новото Адмиралтейство на 22 октомври 1897 г. П. П. Тиртов вижда форщевена на крайцера вече монтиран на стапела. След като се запознава с работите, управляващият Морското министерство издава разпореждане да не се прави никакъв компромис при строежа, спрямо строежа на крайцерите „Диана“ и „Палада“. Към средата на 1898 г. степента на готовност на корпуса на „Аврора“ достига 28%, а степента на готовност на машините е малко под 60%. Наблюдаващ производството на паросиловата установка става назначеният на крайцера за старши офицер инженер-механик Н. А. Петров. Постепенно на кораба, както и на неговите близнаци (систершипс, на английски: sister ships – еднотипни кораби), започва назначаването на офицерите и корабните специалисти. По тяхно предложение е изменено торпедното въоръжение на корабите от серията, състоящи се сега от три 381-милиметрови торпедни (минни) апарата: един надводен подвижен, разположен във форщевена на кораба, и два подводни траверсни щитови, поставени на носова платформа. Съответният договор е сключен с Петербургския металически завод на 18 юни 1898 г. Към пролетта на 1900 г. готовността на „Аврора“ по корпус съставлява вече 78%. На кораба по това време вече се монтират различните системи и устройства.

### Спускането на вода
В 11:15 на 24 май 1900 г., в присъствието на императора Николай II и императриците Мария и Александра, наблюдаващи церемонията от Императорския павилион, се състои тържественото спускане на „Аврора“ на вода. Под залпове на артилерийски салют от стоящи в Нева кораби крайцерът благополучно е спуснат на вода, „без пречупване и теч“, както докладва впоследствие К. М. Токаревски. „С излизането на кораба от елинга, на него са издигнати флаговете, а на гротмачтата щандарта на Негово Величество“. По време на спуска на горната палуба на кораба в състава на почетния караул се намира и 78-годишен матрос, служил на фрегатата „Аврора“. Освен това на спускането присъства и бившият офицер на прославения платноход, а сега вицеадмирал Константин Павлович Пилкин. На следващия ден новият крайцер е отбуксиран към стоянката на Франко-руския завод за установка на главните машини. Водоизместимостта на кораба при спуска съставлява 6731 тона.
| Корпус                                       | 2621, 36 | 38,8 |
| Броня                                        | 705,45   | 10,5 |
| Въоръжение                                   | 401,67   | 6    |
| Енергетична установка                        | 1471,3   | 21,9 |
| Спомагателни механизми, системи и устройства | 204,55   | 3    |
| Снабдяване и екипаж                          | 325,51   | 4,8  |
| Котелна вода и вода за битови нужди          | 319      | 2,08 |
| Нормален запас въглища                       | 800      | 12   |
| Запас водоизместимост                        | 62,16    | 0,92 |

### Довършителни работи
Едновременно с началото на работите по монтирането на машините на кораба започва монтажът на паропровода, спомагателните механизми и общокорабните системи. Към август на крайцера се появяват трите комина, а на 30 октомври 1900 г. за първи път вдигат пара в машините. Проведена на 12 ноември 1900 г. проба на машините показва, че всички те работят изправно. На 2 ноември се състоват изпитанията на швартовите, завършили с подписване на акт № 559, в който се говори, че „комисията не намира препятствия за преход на крайцера до Кронщат на свой ход“. Въпреки това много от работите на крайцера остават незавършени, а някои (монтирането на румпелното устройство, парната рулева машина и електрическото устройство за управление на руля) – даже не са започнати.
От лятото на 1900 г. „Диана“ и „Палада“, значително изпреварващи „Аврора“ по степен на готовност, преминават приемните изпитания. По техните резултати комисията отбелязва сериозни недостатъци и недоглеждания, особено в артилерийската част. Леките недостатъци започват от началото на 1901 г. спешно да се поправят на дострояваната „Аврора“: оказалите се ненадеждни телефони на лейтенант Евгений Викторович Колбасиев са дублирани с разговорни тръби, някои изменения са направени и на погребите за боезапаса. Основната модификация в конструкцията на кораба на този етап става преправянето на оръдейните портове на батарейната палуба и като следствие увеличаването на ъглите на обстрел на 75-милиметровите оръдия.
По време на целия строеж на „Аврора“ има дефицит на работна сила: в държавните корабостроителници на Санкт Петербург по това време се строят броненосците „Бородино“, „Император Александър III“, „Орёл“, „Княз Суворов“, крайцерът „Олег“ и транспортът „Камчатка“, които изискват значителна част от работниците и специалистите. Изпитанията за водонепроницаемост на кърмовото и носовото котелни отделения показват необходимост от доработка на крепленията, което задържа другите работи. Още по-сериозно изоставане има забавянето в производството на вертикалната броня за бойната рубка, произведена от Ижорския завод некачествено. Тази работа на крайцера е завършена едва през май 1902 г. Най-големите трудности в довършителната част на строителството е доработката на електрооборудването, промишленото усвояване на което едва е започнато от руските заводи.
В началото на 1902 г. на „Аврора“ са поставени котви система Хол, което прави крайцера първият кораб на флота собствена постройка, който има новия вид котви. Към май съдът е напълно завършен.
На 28 юли „Аврора“ излиза за своето първо плаване, насочвайки се към Кронщат. На борда се намира новият командир на крайцера – капитан 1-ви ранг И. В. Сухотин, заводски специалисти и половината екипаж. По време на прехода на крайцера за кратко излиза от строй рулевото управление и вследствие на това корабът се докосва до брега, леко повреждайки десния винт. В 13 часа и 30 минути „Аврора“ пристига в Кронщат. Следващите десет дни минават в подготовка на кораба за изпитанията.
Общата стойност на крайцера съставлява около 6,4 млн. рубли.
| Състав на въоръжението на крайцера „Аврора“ | Състав на въоръжението на крайцера „Аврора“ | Състав на въоръжението на крайцера „Аврора“ | Състав на въоръжението на крайцера „Аврора“ | Състав на въоръжението на крайцера „Аврора“ | Състав на въоръжението на крайцера „Аврора“ |
|                                             | юни 1903                                    | май 1907                                    | зима 1916                                   | 1923                                        | 1941                                        |
| Артилерийско въоръжение                     | Артилерийско въоръжение                     | Артилерийско въоръжение                     | Артилерийско въоръжение                     | Артилерийско въоръжение                     | Артилерийско въоръжение                     |
| ------------------------------------------- | ------------------------------------------- | ------------------------------------------- | ------------------------------------------- | ------------------------------------------- | ------------------------------------------- |
| 152-mm/45 оръдие Кане                       | 8                                           | 10                                          | 14                                          | -                                           |                                             |
| 130-mm/50 оръдие Б-7                        | -                                           | -                                           | -                                           | 10                                          | 10                                          |
| 75-mm/50 оръдие Кане                        | 24                                          | 20                                          | -                                           | -                                           | -                                           |
| 37-mm оръдие Хочкис                         | 8                                           | -                                           | -                                           | -                                           | -                                           |
| 63,5-mm оръдие Барановски                   | 2                                           | -                                           | -                                           | -                                           | -                                           |
| Зенитно въоръжение                          |                                             |                                             |                                             |                                             |                                             |
| зенитно 75-mm/50 оръдие Кане                | -                                           | -                                           | 4                                           | -                                           | -                                           |
| 76-mm оръдие Лендер                         | -                                           | -                                           | -                                           | 2                                           | 2                                           |
| 76-mm/55 зенитно оръдие                     | -                                           | -                                           | -                                           | -                                           | 2                                           |
| 45-mm/45 зенитно оръдие                     | -                                           | -                                           | -                                           | -                                           | 3                                           |
| 40-mm зенитно оръдие Викерс                 | -                                           | -                                           | 1                                           | -                                           | -                                           |
| Торпедно въоръжение                         |                                             |                                             |                                             |                                             |                                             |
| 381-мм торпеден апарат                      | 3                                           | -                                           | -                                           | -                                           | -                                           |

## Изпитания

### Кампания 1902 г.
От 8 август започват плаванията на „Аврора“ за заводските изпитания, основно за отстраняване на девиацията на компасите и проверка на главните машини. През септември крайцерът почти две седмици се намира в Александровския док, където специалистите на завода поправят повредите от първото излизане по лопатките на десния винт и поставят щитовете на подводните минни апарати. На 4 октомври представители на Франко-руския завод долагат за готовност на крайцера за преминаване на приемните изпитания.
На 10 октомври се състоят официалните изпитания на механизмите за предаване на хазната. „Аврора“ под флага на председателя на приемната комисия контраадмирал К. П. Никонов показва на мерната линия скорост от 19,66 възела, но изпитанията са прекратени поради наличие на шум в лагер на цилиндъра ниско налягане на дясната парна машина. Освен това по време на движението на крайцера са установени редица други малки дефекти. Оценявайки състоянието на машините като неудовлетворително, комисията дава на завода две седмици за отстраняване на установените проблеми.
Следващият опит на кораба на мерната миля е на 25 октомври и този път пробите преминават достатъчно удачно. Проверката на артилерийската част показва добри резултати, малък проблем е счупването на 16 илюминаторни стъкла в рамките им на ходовата и щурманската рубки, камбуза и други помещения. След това, на 29 октомври, крайцерът започва официалните изпитания на котлите и машините, показвайки на двата пробега скорост 19,28 възела при мощност 13 007 к.с. Но „Аврора“ отново не издържа на договорения шестчасов режим на пълен ход: към 4 час и 50 минути, изпитанията са прекратени поради нагряване на ексцентрика на цилиндъра средно налягане на дясната машина. След два дена „Аврора“, без да е приет, е изваден от кампанията, а екипажът е приведен в бреговите казарми. Управлението на Франко-руските заводи скоро успява да издейства удължаване на изпитанията и крайцерът за седмица отново влиза в строй. На 9 ноември е поредната проба на машините, в хода на която механизмите издържат шестчасовите изпитания, но командирът на крайцера (който е и председател на комисията вместо болния К. П. Никонов) и старшият механик отказват да приемат машините поради несъответствие с реалните условия на експлоатация на кораба. Конкретно за времето на това плаване триещите се детайли на машините непрекъснато са поливани с висококачествено масло и вода, използвани са първокачествени въглища, а машинната прислуга, по брой, двойно надминава предписаната по щат. Краят на кампанията дава на Морския технически комитет време за разглеждане на делото и на 26 март 1903 г. е постановено машините и котлите да не се приемат, а изпитанията да се отложат за лятото.

### Кампания 1903 г.
На 6 юни 1903 г. „Аврора“ излиза в морето за отстраняване на девиациите, а за 14 юни са определени приемните изпитания на крайцера. Острата нужда от скорошни попълнения на Тихоокеанската ескадра принуждават Морското министерство да свива сроковете за изпитания; управляващият министерството заповядва към края на юли крайцерът да е напълно подготвен за преход в Далечния Изток.
На 14 юни са окончателните изпитания на крайцера в присъствие на комисия под председателството на контраадмирал К. П. Никонов. В 12:35 ч. „Аврора“ вдига котва, а към 14 ч. ходът е постепенно доведен до пълния. След успешно издържания шестчасов пробег (машините работят удовлетворително), корабът в 21:20 ч. пристига на Големия Кронщатски рейд. В течение на няколко дни крайцерът извършва четири пробега, по време на които общата мощност на трите парни машини съставя 11 971,5 индикаторни к.с., а средната скорост – 18,97 възела (максимална – 19,2 възела). Така както и еднотипните кораби, „Аврора“ не успява да достигне контрактната скорост. Контролното отваряне на механизмите показва, че всички неизправности са лесно отстраними, поради това комисията „предлага те [главните машини, спомагателните механизми и парните котли] да бъдат приети“.
Датата 16 юни 1903 г. е денят на влизането на „Аврора“ в състава на Руския императорски флот. На изпитанията са изяснени някои особености на новия крайцер: в частност става очевидна сложността да се управлява корабът при плаване в теснини, поради разположението на гребните валове на бордовите машини.
Към началото на юли на „Аврора“ започва монтажът на отдавна очакваната от Англия хладилна установка. На 10 юли крайцерът има контролно плаване, проба на торпедните апарати. Благодарение на активното участие в ръководството на работите на главния командир на Кронщатското пристанище вицеадмирал Степан Макаров, при енергичната подкрепа на и.д. началник на Главния морски щаб контраадмирал Зиновий Рожественски, е избегнато допълнителното забавяне в подготовката на крайцера; всички задачи, освен задействането на хладилната машина, са завършени към началото на септември.
На 10 септември е получена директива на Главния морски щаб, съгласно която следва „преди отплаването за Тихия океан съдовете нова постройка да бъдат с проверени механизми на продължителен пробег на среден ход в присъствие на комисия под председателството на Командващия отделния отряд съдове, определени за изпитанията, с представител на Техническия комитет и при участие на заводски техници“. Като изпитание за „Аврора“ е избран непрекъснат пробег от Кронщат до северния край на остров Борнхолм и обратно със скорост 14 възела. От 13 до 18 септември „Аврора“ е на това плаване, изминавайки 1158 мили със средна скорост 273,8 мили на ден. Всички механизми на новия кораб работят изправно.
Основни тактико-технически характеристики на „Аврора“ към момента на влизането в строй
| Водоизместимост, t                                   | 6731   |
| Дължина с тарана, m                                  | 126,8  |
| Най-голяма ширина, m                                 | 16,8   |
| Средно газене, m                                     | 6,4    |
| Обща мощност на машините от изпитанията, к.с.        | 11 971 |
| Най-вискока скорост, възела                          | 19,2   |
| Далечина на плаване (10 възела икономичен ход), мили | 4000   |
| Екипаж, души                                         | 570    |

```
-->
```

## История на службата

### В състава на отряда на контраадмирал Вирениус
За усилване на руските военноморски сили в Далечния Изток в средата на 1903 г. е създаден отряд под командването на контраадмирал Андрей Андреевич Вирениус в състав броненосецът „Ослябя“, крайцерът 1-ви ранг „Дмитрий Донски“, крайцерът 2-ри ранг „Алмаз“, седем миноносеца с водоизместимост по 350 t („Бодрый“, „Быстрый“, „Бравый“, „Бедовый“, „Буйный“, „Безупречный“ и „Блестящий“), четири миноносеца с водоизместимост до 200 t и три парахода от Доброволния флот („Орёл“, „Саратов“, „Смоленск“), съсредоточаващи се в Средиземно море за последващо плаване към Порт Артур. В неговия състав влиза и приключилият изпитанията „Аврора“, който следва спешно да се присъедини към отряда.
На 25 септември 1903 г. получава от Главния морски щаб подробни инструкции за предстоящото плаване, И. В. Сухотин в 12:20 дава заповед за вдигане на котва. Скоро преглед на офицерите и екипажа на крайцера (на борда на кораба сега има 570 души: 20 офицера, 6 кондуктора и 543 матроса и подофицери) прави управляващият Морското министерство вицеадмирал Ф. К. Авелан. Отплавайки от Големия Кронщатски рейд, „Аврора“ се насочва към остров Портланд. Освен щатния на кораба има и материали за ремонт на броненосеца „Ослябя“.
В Балтийско море крайцерът попада в силен щорм, от който за кратко се скрива в зоната на Датските проливи. Силното вълнение показва множество пропуски в изработката на корпуса: така например откъснат и отнесен е левият капак на канатния клюз, оръдейните портове и илюминаторите пропускат вода, при люлеенето вода се появява на жилищната палуба и т.н. Всичко това намира своето място в написания впоследствие рапорт на командира на крайцера до управляващия Морското министерство. Времето се подобрява едва при влизането на крайцера в Ла Манш; На 1 октомври в 23:50, 2 часа 30 минути след срока по график, „Аврора“ пристига в Портланд. След шест дни там и малък ремонт, необходим за продължаване на плаването, на 8 октомври „Аврора“ отплава за Алжир. Силен вятър с големи вълни в Бискайския залив се сменят с относително спокойно и тихо време в Средиземно море. На 12 октомври обаче започват повреди в машината: запалва се лагер, поради което ходът е намален до малък. На 14 октомври крайцерът пристига в Алжир, попълва запасите си и се приготвя за плаването нататък. По време на пътя към Специя машината отново се поврежда: с всеки преход се усилва чукането в лагерите и разпределителната система. В края на октомври „Аврора“ се присъединява към отряда в Специя, където на кораба веднага пристига контраадмирал Вирениус. След оглед на кораба и приемане на доклада за степента на готовност за последващо плаване, той дава двуседмичен срок за отстраняване на неизправностите. За тези четиринадесет дни екипажът и техници от брега извършват обширни работи по привеждането на машините в ред.
Следваща спирка за „Аврора“ е Бизерта, където се съсредоточава целият отряд. Походът до Бизерта, започнат на 9 ноември, „Аврора“ прави под флага на командващия съединението контраадмирал Вирениус, който с пристигането им преминава на „Дмитрий Донски“. В Бизерта са продължени работите по машинната установка на крайцера.
На 21 декември „Аврора“ отплава за Пирея; по време на прехода отново има сериозни проблеми в машините. Докладът за проблемите с механизмите на крайцера, изпратен в Петербург, предизвиква негодуванието на контраадмирал Рожественски. Само намесата на главния инспектор по механическата част генерал-лейтенант Н. Г. Нозиков предотвратява наказанието на старшия корабен механик Н. А. Петров. От 24 до 28 декември на крайцера отстраняват повредите по машината, а след това корабът в състава на отряда се насочва към Порт Саид, където пристига на 31 декември. В Порт Саид става среща на руските кораби със закупения от Япония броненосен крайцер „Ниссин“; На 1 януари 1904 г. пристига и броненосецът „Ослябя“.
На 8 януари „Аврора“ пристига в Суец, но поради изоставането на няколко кораба отрядът е принуден да отиде в Джибути и да изчака там забавилите се. В същия ден при вдигането на котва в Суец на „Аврора“ се поврежда рулевият механизъм, поради което отплаването му е отложено за следващия ден. В Джибути на 31 януари е получено известието за началото на войната с Япония, а на 2 февруари – императорската заповед за завръщане им в Русия. Тъй като пристанището не позволява едновременното наличие на много кораби, отрядът е разделен на две групи. „Аврора“ следва да бъде с няколко от миноносците.
В нощта на 16 февруари „Аврора“ с четири миноносеца е изпратен в Суец за разузнаване, като крайцерът по безжичния телеграф докладва за намиращи се в района на канала американски крайцер с пет миноносеца, вероятно японски. В 17 часа отрядът благополучно се разминава с тези кораби. До залива Суда „Аврора“ плава сам, оставяйки отряда зад себе си. На 6 март заедно с миноносците „Буйным“, „Бравым“ и „Бодрым“ отплава за Ферол. На 13 март, преминавайки до Алжир крайцерът по безжичния телеграф контактува със стоящия там на „Осляба“ командващ отряда; „Буйный“, изпратен с поръчение до адмирала, получава повреда в пристанището и е оставен. Тъй като „Бодрый“ изостава още по-рано, сега „Аврора“ е само с „Бравым“. На 16 март близо до Кадис към крайцера се присъединява миноносеца „Блестящий“. На 20 март руските кораби пристигат във Ферол.
Отплавайки за Шербур, крайцерът и двата миноносеца на 24 март въпреки инструкциите съвършено случайно се съединяват там с основната част на отряда. На 28 март „Ослябя“, „Аврора“ и миноносците се насочват напред, вземайки всички възможни предпазни мерки в случай на японски атаки. На 3 април отрядът пристига в Белт, а на 5 април в 8:30 корабите хвърлят котва в Пристанище Александър III, завършвайки своето дълго плаване.

### В състава на Втора тихоокеанска ескадра

#### Подготовка за похода
Почти веднага след завръщането си в Балтийско море „Аврора“ е включена в състава на формиращата се Втора тихоокеанска ескадра, като следва да се отбележи, че е един от малкото кораби в това съединение, който е пробван в дълго плаване. На 8 април крайцерът е поставен в сух док за оглед на корпуса и малък ремонт, а след два месеца, със започването на навигацията, „Аврора“ преминава в Кронщат. В този период крайцерът получава нов кожух на десния гребен вал, тъй като старият е загубен през плаването.
В Кронщат майсторите на Обуховския стоманолеярен завод ремонтират и усъвършенстват артилерията на крайцера: от опита на бойните действия, на кораба са монтирани бронирани щитове с дебелина един дюйм за защита на арт-установките на главния калибър. Без щитове остава само втората носова двойка оръдия. Всички 152- и 75-милиметрови оръдия на крайцера получават оптични мерници; на носовия мостик се появяват две Картечницата на Максим|картечници система „Максим“. Промени има и средствата за връзка: поставена е радиостанция на немската фирма „Telefunken“, а за далечна сигнализация крайцерът получава втори комплект фенери Табулевич за поставяне на специален гафел на гротмачтата и два комплекта фенери за цифрова сигнализация (един – на десния нок на фокмачтата, втория – на левия нок на гротмачтата). Подобрена е вентилацията, която е оценена като слаба по време на похода. След докуване крайцерът е пребоядисан в бойните цветове на Втора тихоокеанска ескадра – черни бордове и светложълти комини.
На 11 юли командир на крайцера става капитан 1-ви ранг Евгений Романович Егориев, сменил на поста И. В. Сухотин. Новият старши корабен механик е Н. К. Гербих. Тези рокади по мнение на изследователите са предизвикани от личните предпочитания на Рожественски.
На 12 август „Аврора“, в състава на ескадра, отплава за Ревел и пристъпва към бойна подготовка, но само след седмица крайцерът се връща в Кронщат за поставяне на нови клинкети в носовата водонепроницаема преграда на отделението на бордовите машини. Работата се проточват до 29 август, когато „Аврора“ се връща и взема активно участие в ученията. От 12 до 19 септември корабът има 10 учебни стрелби (без тези с вкладна цев), изразходвайки сто и осем 152-мм, четиристотин петдесет и три 75-мм и седемстотин и тринадесет 37-милиметрови снаряда.
През 26 и 27 септември има императорски преглед на ескадрата, по време на който Николай II се качва на много от корабите, произнася напътствени слова и благодари на екипажите за службата. На 28 септември ескадрата отплава за Либава; „Аврора“ се намира в дясната килватерна колона заедно с крайцерите „Алмаз“ и „Светлана“. След пладне корабите влизат в аванпорта на Либава и започва окончателната подготовка за предстоящото плаване. Преди отплаването от Ревел „Аврора“ получава и механични семафори на фирмата Шихау.

##### Екипаж на крайцера „Аврора“ на 2 октомври 1904 г.[72]
Екипаж на крайцера „Аврора“ на 2 октомври 1904 г.
| Длъжност                           | ИПФ                                      |
| ---------------------------------- | ---------------------------------------- |
| Командир                           | Капитан 1-ви ранг Е. Р. Егориев          |
| Старши офицер                      | Капитан 2-ри ранг А. К. Неболсин         |
| Старши щурмански офицер            | Лейтенант К. В. Прохоров                 |
| Старши артилерийски офицер         | Лейтенант А. Н. Лосев                    |
| Старши минен офицер                | Лейтенант Г. К. Старк                    |
| Ревизор                            | Лейтенант А. А. Захаров                  |
| Вахтен началник                    | Мичман Г. Л. Дори                        |
| Вахтен началник                    | Мичман М. В. Щаховский                   |
| Вахтен началник                    | Мичман А. В. Терентиев                   |
| Младши щурмански офицер            | Мичман Б. Н. Еймонт                      |
| Младши артилерийски офицер         | Лейтенант княз А. В. Путятин             |
| Младши минен офицер                | Мичман Б. П. Илин                        |
| Водолазен офицер                   | Мичман В. В. Яковлев                     |
| Вахтен офицер                      | Прапорщик Е. Г. Берг                     |
| Вахтен офицер                      | Прапорщик М. Я. Сорокин                  |
| Старши корабен механик             | Старши инженер-механик Н. К. Гербих      |
| Помощник на старши корабен механик | Младши инженер-механик Н. И. Капустински |
| Младши корабен механик             | Младши инженер-механик Ч. Ф. Малишевич   |
| Младши корабен механик             | Прапорщик М. К. Городниченко             |
| Старши корабен лекар               | Надворен съветник М. М. Белов            |
| Младши корабен лекар               | Лекар А. М. Бравин                       |
| Свещеник                           | Отец Анастасий                           |
| Екипаж                             | 11 кондуктора и 538 подофицери и матроса |

#### Поход
На 2 октомври Втора тихоокеанска ескадра в четири отделни ешелона отплава от Либава към Далечния Изток. „Аврора“ оглавява третия ешелон кораби в състав миноносците „Безупречний“ и „Бодрий“, ледоразбивача „Ермак“, транспортите „Анадир“, „Камчатка“ и „Малайя“. На 3 октомври след пладне ескадрата заобикаля остров Борнхолм, а на следващия ден на котва изчаква преминаването на неголяма буря при маяка Факебиерг. На 7 октомври руските кораби през пролива Голям Белт пристигат в Скаген. Там са разделени на неголеми отряди; „Аврора“ попада в 4-ти отряд под командването на контраадмирал Оскар Адолфович Енквист и трябва заедно с крайцера „Дмитрий Донски“ и транспорта „Камчатка“ да плава за Танжер. Частите на ескадрата се намират на малко разстояние една от друга, но „Камчатка“ изостава на 17 мили от своя отряд.
Още с отплаването от Либава в ескадрата се установява напрегната обстановка, свързана с очакването на японско нападение. Срещу евентуални минни атаки оръдията постоянно са заредени, а оръдейната прислуга спи около тях.
В нощта на 8 към 9 октомври от транспорта „Камчатка“ започват да постъпват тревожни съобщения за това, че е атакувана от миноносци. От 2:50 до 23 часа „Камчатка“, кратковременно откривайки огън, маневрира и скоро губи от полезрение забелязаните преди това кораби. При подхода към Догер банк по курса е открит силует на трикоминен съд, който се движи без отличителни светлини и плава по курс, пресичащ курса на руската ескадра, което е грубо нарушение на международните правила за корабоплаване на съдове в морето. Към това време руската ескадра се оказва в средата на риболовна флотилия. В 00:55 „Княз Суворов“, осветява намиращите се около него съдове и ги припознава за миноносци. По тях веднага е открит огън от целия отряд на броненосците, като стрелбата се води и по двата борда. Намиращите се по левия траверс на броненосните кораби „Аврора“ и „Дмитрий Донски“ също запалват бойните светлини и започват да стрелят. Тяхната поява е неочаквана за комендорите на отряда броненосци, които пренасят огъня към крайцерите, вземайки „Аврора“ за кораб на противника. В течение на няколко минути крайцерът е уцелен от пет снаряда: три 75- и два 47-милиметрови. Незначителни повреди получава корпусът, на две места е пробит машинният кожух, образува се пробойна в комина. Един от снарядите тежко ранява корабния свещеник отец Анастасий (той е с откъсната ръка) и леко ранява комендор Шатило. Отец Анастасий по-късно умира в болницата на Танжер. В 1:05 безразборната стрелба на ескадрата е прекратена. В 3 часа нощта отрядите влизат в Ла Манш. Инцидентът със стрелбата по рибарските съдове, получил името Хълски, влошава отношенията с Великобритания и е разглеждан от специално създадена Международна следствена комисия.
На 16 октомври „Аврора“ и „Дмитрий Донски“ с транспорта „Камчатка“ пристигат в Танжер. След продължителен престой в порта и зареждане с въглища ескадрата на 23 октомври вдига котва и в походен ред отплава за Дакар. Там е поредното зареждане с въглища, по време на което стоящ до „Аврора“ параход се удря и смачква борда си в него. На 3 ноември руските кораби се насочват към устието на река Габон, където на „Аврора“ в условията на нечовешка жега са натоварени 1300 тона въглища с темп 71 тона на час, което е най-добър резултат в цялата ескадра. Сплотеният и образцов по обучение екипаж на крайцера нееднократно е поставян за пример от командващия ескадрата: така преди прехода около нос Добра Надежда корабът за първи път приема двоен запас гориво, Рожественски лично прави оглед на крайцера и в заповед препоръчва на другите офицери да се запознаят с така рационално направеното разпределение на въглищата на кораба. Следващият пункт от плаването е заливът на устието на река Грейт Фиш, където корабите пристигат на 23 ноември. От 28 ноември до 16 декември, с кратки спирания в неголеми заливи за зареждане с въглища, ескадрата плава към Мадагаскар. За този период корабите два пъти попадат в щорм, като на 8 декември вятърът и вълните от него са толкова силни, че по оценка на Рожественски, страничните колебания на „Аврора“ достигат 30°.
Капитан 1 ранг Е. Р. Егориев прави много за подобряване на моралния климат на кораба. За времето на похода на кораба няма нито един случай на грубо нарушение на дисциплината. Преведеният на „Аврора“ като старши корабен лекар вместо сваления по болест М. М. Белов надворен съветник Владимир Семьонович Кравченко пише в дневника си:
| „ | Първото впечатление от „Аврора“ е много благоприятно. Екипажът е весел, бодър, гледа право в очите, а не изпод вежди, по палубата не ходи, а направо лети, изпълнявайки заповедите. Всичко това е много хубаво да се види. Първоначално ме впечатли изобилието от въглища. Много има на горната палуба, а в батарейната са още повече; три четвърти от каюткомпанията е тъпкана с тях. Задухът поради това е нетърпим, но офицерството и не мисли да увесва нос и не само че не се оплаква, а напротив, с гордост ми съобщава, че и досега техният крайцер е първенец в товаренето, винаги печели наградите и въобще на него се гледа много добре от адмирала. | “ |

Образцова е и организацията на свободното време на крайцера. На 27 февруари (Масленица) на „Аврора“ е създадена развлекателна програма за нисшите чинове: освен състезания с лодки по гребане, състезания по знание на семафорната азбука, прицелване, бягане по марсовете и др., на крайцера е организиран и спектакъл с участието както на матроси, така и на офицери. В деня на пресичането на екватора, на 19 ноември, има традиционен празник с участие на целия екипаж, незает на вахта. Театралната група на „Аврора“ нерядко посещава с изпълненията си другите кораби на ескадрата.
По време на престоя в Мадагаскар Втора тихоокеанска ескадра очаква попълнения към главните сили на допълнителните отряди, плаващи през Суецкия канал. Тук ескадрата получава известията за падането на Порт Артур и гибелта на Първа тихоокеанска ескадра.
На 21 декември „Аврора“ с „Адмирал Нахимов“ под флага на контраадмирал О. А. Енквист и „Дмитрий Донски“ отиват в Анциранана (Диего Суарес) за съпровождане на въглевозите. След това крайцерите се насочват към Нуси Бе, за да се присъединят с отряда на адмирал Дмитрий Густавович фон Фелкерзам; към 30 декември там е съсредоточена цялата ескадра. За охрана на транспортите със заповед на командващия е сформиран крайцерски отряд в състав „Алмаз“, „Аврора“ и „Дмитрий Донски“. Малко по-късно в него влиза и крайцерът „Олег“.
От 28 декември 1904 до 5 януари 1905 г., с почивки, ескадрата товари въглища, по време на което „Аврора“ поставя нов „рекорд“ за скорост – 84,8 тона в час. Впоследствие поради ред обстоятелства ескадрата е принудена да се задържи в Нуси Бе. За този период в каюткомпанията на крайцера се случват няколко промени: освен новия корабен лекар се сменя поради болест и ревизорът на кораба е заменен от мичман М. Л. Бертенсон, а нов свещенослужител става отец Георгий.
На 13 януари се състоят първите учебни стрелби на ескадрата по мишени на дистанция до 36 кабелтови. Независимо от ясното и тихо време, резултатите са неудовлетворителни: „Аврора“ обаче е похвален в заповедта за „сериозното отношение към управлението на стрелбата“.
На 3 март в 3 часа следобед ескадрата излиза в морето и се построява в походен ред, установен от командващия преди отплаването. „Аврора“ заедно със спомагателния крайцер „Днепр“ плава в килватера на „Жемчуг“ по десния траверс на първи броненосен отряд. Задачата на крайцерите, както и преди, е охрана на транспортите. Преходът през Индийския океан става един от най-трудните етапи на маршрута: въглищата постоянно се товарят в океана, нерядко с помощта на катери и лодки.
На 26 март ескадрата прекосява Малакския пролив и на корабите започват подготовка за бой. Командирът на крайцера пише в своя дневник:
| „ | Лазаретът и операционната са толкова зле, че е просто невъзможно да се използват в тропиците. Трябваше да приспособяваме за това други помещения, да им подготвим и защита от артилерийския огън. Всичките ни провизии се намират почти на едно място, а ако тази част се окаже под вода почти 600 души ще останат без храна. Много от това трябваше да променим. На горната палуба трябваше да направим от резервните буливиновски противоминни мрежи защита от попаденията на дървените осколки от мачтите и траверси от същите мрежи с матроските койки за защита на оръдейната прислуга. Счупихме и махнахме вътрешните дървени щитове по бордовете, които могат да дадат маса осколки. | “ |

На 31 март ескадрата пристига в залива Камран и изчаква до брега на Индокитайския полуостров съединяването с отряда на контраадмирал Николай Иванович Небогатов. В случай на поява в залива на значителни сили на неприятеля се предполага бой, като „Олег“ и „Аврора“ следва да действат, съгласно замислите на Рожественски, по възможност настъпателно. На 6 април „Аврора“ участва в маневри съвместно с отряда на броненосците; На 9 април ескадрата напуска Камран и преминава в съседния залив Фан Фонг, а в 3 часа по пладне на 26 април се съединява с отряда на Небогатов на 20 мили от входа на залива.
На 1 май 1905 г. Втора тихоокеанска ескадра, след реорганизация и кратки приготовления, оставя бреговете на Анам и се насочва към Владивосток. „Аврора“ заема своето място по дясната външна страна на колоната на транспортите в килватера на крайцера „Олег“. На 10 май при пълен штил е последното прехвърляне на въглища, те са товарени с разчет да има към входа на Корейския пролив запас, който да стигне до Владивосток. Скоро след отделянето на транспортите крайцерите „Олег“, „Аврора“, „Дмитрий Донски“ и „Владимир Мономах“, заедно с трети броненосен отряд, съставят лявата килватерна колона. Вечерта на 13 май е получена заповед „на разсъмване да има пара във всички котли и да има готовност за бой“. В нощта на 14 май ескадрата влиза в пролива.

#### Цушимското сражение

##### 6:30 – 13:20, преди боя
В 6:30 на 14 май на хоризонта по десния борд е забелязан японският разузнавач „Изуми“. Ескадрата се движи с 9-възелов ход и е в две килватерни колони: първата е съставена от 1-ви и 2-ри броненосни отряди, във втората плават „Император Николай I“, „Генерал-адмирал Апраксин“, „Адмирал Сенявин“, „Адмирал Ушаков“, „Олег“, „Аврора“, „Дмитрий Донски“ и „Владимир Мономах“. В 8 часа на корабите на руската ескадра по случай тържествения ден на „Свещеното короноване на Техни Величества“ издигат стенговите флагове. След 9 часа в мъглата започва да се обрисуват следващите паралелен курс японски кораби на 5-и и 6-и боен отряд; към този момент Рожественски счита за необходимо да престрои броненосните отряди в една килватерна колона. Промяната на строя отнема повече от час; японските крайцери, изпреварвайки ескадрата, се скриват в мъглата. В 10:20 близо до руските кораби е видян параход; той е изпъден от „Жемчуг“. В 11 часа на екипажа е подаден обядът повахтенно.
В 11:10 е забелязан отрядът на вицеадмирал Дева, догонящ ескадрата и плаващ в курс на пресичане с нея. След пет минути от броненосеца „Орел“ е произведен случаен изстрел по крайцера „Касаги“; стрелбата веднага е поета от останалите броненосци. Японските кораби веднага започват да се оттеглят, влизайки в престрелката. Първите изстрели, в 11:14, прави и „Аврора“, като прекратява огъня веднага след заповедта на командващия ескадрата „да не се хабят снарядите“. С биенето на отбой екипажът продължава своя обяд. По пладне, следвайки сигнала от „Княз Суворов“, броненосците се построяват в една килватерна колона и лягат на курс NO 23°.
В 12:20 ескадрата започва престрояване, прекъснато от кратковременно приближаване на неприятелските разузнавачи. Към 12:30 руските кораби отново са в две колони, плаващи с 9 възела ход. В 13:20 вдясно по курса на седем мили се показват главните сили на Съединения флот.

##### 13:20 – 19:00, битката
След появата на неприятелската ескадра крайцерският отряд на контраадмирал Енквист по сигнал на командващия отклонява курс вдясно и увеличава ход, излизайки от линията на броненосците и зоната на прехвърлянията. В съответствие с желанията на началника на отряда отпреди боя, отрядът на крайцерите получава възможност да действа в боя самостоятелно, изпълнявайки главната си задача – охраната на транспортите.
С началото на боя между главните сили, крайцерът „Изуми“ започва сближаване с руската ескадра, откривайки огън по „Владимир Мономах“. „Олег“ и „Аврора“ оказват поддръжка на „Мономах“ с няколко изстрела по японския крайцер и преминавайки по десния борд на транспортите, прикривайки ги от изток. „Изуми“, след едно попадение, скоро се оттегля.
В началото на третия час от деня на юг се показват 3-ти (вицеадмирал Дева: „Касаги“, „Читосе“, „Отова“, „Ниитака“) и 4-ти (вицеадмирал Сотокити Уриу: „Нанива“, „Такачихо“, „Акаши“, „Цушима“) японски отряди, в обход на руската ескадра от запад и с намерение да атакуват транспортите. В 14:30 японските крайцери тръгват на сближение, откривайки огън. „Олег“ и „Аврора“ обръщат надясно, прикривайки със себе си транспортите, и развиват ход 17 – 18 възела, стремейки се да отвлекат към себе си огъня на противника. Водейки бой по левия борд, руските крайцери се разминават с неприятелските отряди на контракурс на дистанция 28 кабелтови, преминавайки по този начин между японските кораби и своите транспорти. Тъй като руският крайцерски отряд отстъпва на противника в огнева мощ, контраадмирал Енквист трябва да осъществява сложно маневриране, за да може често да сменя разстоянието до противника и не му позволи да се пристреля. Боя продължава на паралелни курсове: японските кораби, изпълняват последователен завой, водят огън по десния борд.
По време на боя с японските отряди „Аврора“ получава първите повреди: осколките на няколко снаряда, детонирани при удара във водата, в няколко места пробиват обшивката при водолинията; снаряд малък калибър, удря помещението на долната лебедка, прави пробойна с площ 0,28 m², която наводнява горната и долната ями и създава крен от 4° по десния борд. Преминал през оръдейния порт осколък вади от строй 75-милиметрово оръдие. 120-милиметров снаряд уцелва върха на фокмачтата, но разлетелите се осколки не уцелват никого. Шестдюймов снаряд, пада в района на бойната рубка, обвива всичко със задушлив дим; неговите осколки убиват почти целия разчет на носовото 152-милиметрово оръдие.
От 14:50 за руските крайцери, попаднали под кръстосан огън, започва най-тежкия период в боя. Огънят на японските кораби, дистанцията до които е съкратена до 24 кабелтови, става по-точен. „Аврора“ получава едновременно няколко попадения: отначало 75-милиметров снаряд изважда от строя елеватора на подаването и парния катер; следващ снаряд същия калибър не детонира и е изхвърлен в морето от комендора А. Н. Кривоносов. 8-дюймов снаряд, уцелил стика на борда с горната палуба, унищожава почти 2 m² от обшивката и вади от строй две 75-милиметрови оръдия. От това попадение се запалват приготвени за стрелба патрони; взривът на погреба е избегнат благодарение на самоотвержените действия на стоящите на подаване матроси Тимерев и Репников. Около 15 часа крайцерът е поразен едновременно от два 6-дюймови снаряди, които уцелват десния борд в района на носовия мостик. Осколките им изваждат от строй разчетите на две от 152-милиметровите оръдия, а взривовете разпалват пожар на дървените решетки. При гасенето на пожара е леко ранен старшият офицер на кораба, капитан 2-ри ранг А. К. Неболсин.
В 15:12 75-милиметров снаряд попада в трапа на предния мостик. Неговите осколки и обломките на трапа попадат през наблюдателния процеп в рубката и, отразявайки се от нейния купол, се разлетяват на различни страни, ранявайки всички, които се намират в рубката. Изгубилият за миг управление крайцер е върнат на курса му от рулевия Цапков. Капитан 1-ви ранг Егориев е смъртоносно ранен в главата и скоро издъхва. Като командир на кораба встъпва отначало старшия щурман К. В. Прохоров, след това е сменен от старшия офицер.
В 15:35 от „Олег“ е забелязан горящият „Суворов“; адмирал Енквист, оставяйки „Донски“ и „Мономах“ при транспортите, се насочва да му помогне, но скоро изменя намерението си и се връща. Към това време от юг се появява 6-и японски боен отряд на адмирал Того-младши, състоящ се от четири крайцера. Около 16 часа съединените, според сигнала на Енквист „следвайте ме“, руски крайцери („Дмитрий Донски“, „Владимир Мономах“, „Светлана“, „Алмаз“, „Жемчуг“ и „Изумруд“) отново са подложени на кръстосания огън на противника: от една страна по тях стрелят приближаващите се „Нисин“ и „Касуга“, от друга – отрядите на Дева, Уриу и Того-младши. В това време на „Аврора“ е забелязано торпедо, което крайцерът едва успява да избегне.
За този период на боя „Аврора“ получава още няколко попадения, главно в носовата част. Осколките на 203-милиметров снаряд прекъсват котвената верига, огъват клюза и правят две пробойни, през които водата наводнява отделението на носовия торпеден апарат.
За изравняване на крена са потопени въглищните ями по левия борд. Още един 203-милиметров снаряд, детонира под полубака, пронизва крайцера, правейки в десния борд голяма пробойна и пробивайки 10 леки прегради.
В течение на боя на „Аврора“, от осколки, шест пъти е свалян флагът, но той неизменно е поставян на мястото му. Към вечерта той е изрешетен, но продължава да се вее над крайцера.
| „ | Нашият широк новичък кърмов флаг, е целият разпарцаливен, свалян в течение на боя цели шест пъти, сега отново лежи на палубата, и дотичалият лейтенант Старк веднага изкомандва със своя рязък метален глас, спокойно, както винаги: „На флага! Флагът да се вдигне!“ Но вече не е толкова лесно да се направи: всички въжета са скъсани, и флагът, за да се постави на гафела, трябваше да се измисли нещо. Издигнаха го на (еринс талите). Там под огъня се изкачи боцмана Козлов. | “ |

В 16 часа, водейки с японските кораби бой на паралелни курсове, руските крайцери заедно с цялата ескадра започват постепенно да се отклоняват отначало на север, а след това – на изток. В това време положението на отряда на Енквист вече е безизходно, тъй като силите на противника се увеличават за сметка на пристигналия отряд на адмирал Катаока. Около 16:30 колоната на руските броненосци се оказва между японските и руските крайцери, което дава на последните глътка въздух. В 17:30 боят е възобновен с нова сила и „Аврора“ получава редица попадения в кърмовата част. Осколките на един от снарядите убиват двама и раняват 14 души от прислугата на оръдията от кърмовия плутонг. Раненият княз А. В. Путятин, намиращ се при кърмовите оръдия, независимо от силната кръвозагуба, остава в строя до края на боя. Когато тежкораненият мичман Яковлев е пренасян покрай оръдията, които той командва, младият офицер повтаря: „Братлета, целете се хубаво“.
Около 19 часа артилерийският бой, поради настъпващата тъмнина, завършва. На „Аврора“ към този момент загубите са: един офицер и девет матроса убити (освен това петима по-късно умират от раните си); осем офицера и 74 нисши чинове са ранени с различна степен на тежест. Болшинството от пострадалите – 57 души – са комендори и оръдейна прислуга.

##### След боя
Скоро след залез слънце, следвайки „Император Николай I“ – флагманският кораб на поелия командването адмирал Небогатов, ескадрата е напълно деорганизирана. Започват минни атаки, които не дават на новия командващ възможността да събере ескадрата; след 19 часа отрядът на адмирал Енквист, намиращ се вляво зад главните сили, се изгубва от погледа на броненосните кораби. Крайцерският отряд от този момент започва да действа самостоятелно.
На бойното поле с настъпването на тъмнината в голямо количество се появяват японските миноносци. За да избегнат техните атаки, крайцерите гасят всички светлини и прекратяват стрелбата. Въпреки това руските кораби често са принуждавани да сменят курс, за да се отклоняват от торпедата, използвайки само хода и маневри и откривайки огън само в краен случай. В 21 часа, поради постоянната смяна на курса на висока скорост „Светлана“, „Алмаз“ и „Донски“ изостават; още по-рано изостава „Мономах“. Така към 22 часа с адмирал Енквист, освен „Олег“ и „Аврора“, остава само „Жемчуг“. Плавайки на юг, руските крайцери правят опити да завият към Владивосток, но всеки път се сблъскват с японски кораби. Нерядко от „Аврора“ чуват даже изстрелите от торпедните апарати; общо около него и „Олег“ за цялата нощ преминават над 17 торпеда. Адмирал Енквист решава да напусне Корейския пролив с курс югозапад, надявайки се да срещне по пътя си ескадрата. Към 2 часа през нощта на 15 май отрядът напуска зоната на минните атаки и намалява скоростта до десет възела; в 3 часа отрядът се намира на 33° 30' с.ш. и 128° 42' и.д..
В рамките на нощта „Аврора“ провежда минимални поправки на повредите: малките пробойни са запълнени с дървени тапи, на големите налагат щитове с матраци; преградите на потопените отсеци са укрепени с подпори. Много работа имат медиците на крайцера, тъй като след боя за превързване започват да слизат останалите на бойния си пост ранени.
Става ясно, че в Цушимското сражение „Аврора“ изстрелва по противника 303 152-милиметрови, 1282 75-милиметрови и 320 37-милиметрови снаряда.
В 6 часа сутринта крайцерите намаляват ход до десет възела, плавайки както преди на югоизток. В очакване на срещата с противника корабите в течение на нощта поддържат пара във всичи котли, което поради пробойните в комините води до повишен разход на въглища. Изхождайки от това, адмирал Енквист решава да отиде в Шанхай за попълване на запасите. След обмяна на сигнали адмиралът със своя щаб по пладне преминава на „Аврора“, тъй като А. К. Неболсин, командващ крайцера след смъртта на командира, сам е ранен в боя. Флагът на началника на отряда заради липса на фор-стенга е издигнат на гротмачтата, макар там да може да се намира само царския щандарт или флага на командващия на флота. В последващите дни на крайцера е съоръжен импровизиран флагщок, който е монтиран на фокмачтата.
До 3 часа през деня екипажите поправят своите кораби: изхвърляни са зад борда различните обломки и осколки, стреляните гилзи, оправяни са пробойните, измиват окървавените и обгорели палуби и надстройки. В 3:55 са предадени на морето телата на 14 паднали в боя моряци; тялото на командира е поставено в един от велботовете и е решено той да бъде погребан на брега. След тържествената церемония крайцерите на 8 възела ход продължават своя път.
След срещата в утрото на 16 май с парахода „Свир“, плаващ за Шанхай, адмиралът решава да насочи крайцерите в Манила, от където „Свир“ трябва да изпрати въглевоз. В последващите дни крайцерите на 8 възела ход плават към целта; на „Аврора“ продължават работите по поправка на повредите. Нощем са запалвани само закритите кърмови фенери; дежурната прислуга се намира при оръдията. В тези дни от лекаря В. С. Кравченко за първи път в света е използван рентгеновия апарат за изследване на ранените в корабни условия.
На 20 май отрядът в търсене на въглища влиза в Суал, но това филипинско пристанище, както долага изпратените на брега за разузнаване моряци, е изоставено. На 21 май е погребан командирът на „Аврора“, чието тяло не успяват да съхранят: по пладне, под салюта на седем оръдейни изстрела, ковчегът с тялото на Е. Р. Егориев е спуснат в морето. След два часа започват да прехващат радиопреговори на военни съдове, а скоро на хоризонта се появява отряд кораби, плаващ на насрещен курс. Оръдията веднага са заредени и наведени към предполагаемия противник; на руските крайцери е вдигната бойна тревога. От марса долагат, че корабите не приличат по тип на японски, а лейтенант фон Ден определя, че това са два броненосеца и три крайцера на американския флот. Тъй като на „Аврора“ няма халосни заряди, салюта е произведен с бойни, с насочване на изстрелите във водата. След няколко часа руските кораби, в съпровождение на американската ескадра, пристига в Манила и в осем часа вечерта пуска там котва. На следващия ден се състои среща на адмиралите Енквист и Трен. На нея е решено да се назначи специална комисия за оглед на повредите и определяне на сроковете за ремонта на руските крайцери.

##### Повредите на крайцера
|  |  |  |  |

Според свидетелството на старшия минен офицер лейтенант Георгий Карлович Старк, за времето на боя „Аврора“ получава 18 попадения от снаряди среден и малък калибър. Основните повреди по крайцера:
- На десния борд от осколки е изваден от строй клюза; прекъсната е котвената верига; котвата не може да се използва.
- От клюза към горната палуба на метър от водолинията има две пробойни с площ 0,18 m² и 10 – 15 неголеми отвора; два шпангоута са деформирани.
- В помещението на носовия минен апарат е повредено креплението на дясната котва, избити са няколко нита.
- Детониралият в района на 71-вия шпангоут на десния борд снаряд в стика на батарейната палуба е направил голяма пробойна и разриви с протежение 3,7 m; два шпангоута са огънати.
- В района на 40-ия шпангоут цепнатина и 5 пробойни.
- Във втори въглищен бункер над десет малки пробойни.
- На левия борд района на 65-ия шпангоут три пробойни; разбит е трапа на ходовия мостик.
- На спардека в района на 47-ия шпангоут пробойна с площ 0,45 m².
- Комините имат множество повреди, най-голяма е пробойната с площ 3,7 m в предния комин; средният, поради пробойна приблизително със същата площ е наклонен напред.
- Всички лодки, катери и баркаси на крайцера са изрешетени от осколки, както и вентилационните изходи.
- Фокмачтата на „Аврора“ получава три попадения: с първото е отнесена фор-стенгата и фор-марс-рея, второто отнася една трета от стенга, третото уцелва мачтата при топа, като отваря там пукнатина.
- Артилерията на крайцера претърпява съществени загуби: всички 75-милиметрови оръдия, освен едно, получават повреди, а пет от тях са извън строй окончателно. Кърмовото 152-милиметрово оръдие на десния борд е негодно за стрелба, дясното 37-милиметрово оръдие на кърмовия мостик отива зад борда с цялата си установка.
- Марсовата далекомерна станция е унищожена; от дясното крило на кърмовия мостика е отнесен прожектор. Единственият далекомер Бар и Струд е разбит.

Във връзка с направения оглед на крайцера Манила, американската комисия определя, че „Аврора“, за да може безопасно да продължи плаване, изисква 30 денонощия за ремонт.

##### Интерниране
Първата среща с адмирал Трен обнадеждава Енквист, но на 24 май от Вашингтон за Трен постъпва инструкция, съгласно която руският отряд трябва да се разоръжи или да напусне пристанището в течение на 24 часа. Въпросът е разрешен с телеграма от Петербург, получена на следващия ден: „Поради необходимостта от ремонт на повредите, разрешавам ви да дадете гаранции на американското правителство, че няма да участвате във военни действия. Николай“.
На 26 май от екипажа на крайцерите е взета подписка за неучастие във военни действия, а на 27 май 1905 г. войната за екипажите на корабите от отряда приключва. В местния арсенал (форт Кавите) са предадени затворите на оръдията и детайли от машините, за да се изключи отплаването на корабите от залива. Последното е изискано независимо от протеста на адмирал Енквист, говорещ за честите тайфуни в Манила, при които е необходимо да се удържат корабите с помощта на машините. Флаговете и вимпелите на корабите не са спускани; офицерите дават писмени гаранции, че няма да напускат Манила.

### Престоят в Манила
Още преди интернирането от „Аврора“, в американската морска болница, за лечение са изпратени 26 души; в деня на разоръжаването във връзка с предстоящия дълъг престой в порта са свалени още 14 души. Договорите за ремонт на корпуса на „Аврора“ са сключени с местни заводи. Вече на 30 май на крайцера пристигат 55 майстора – основно китайци. Повредените листове на обшивката са сваляни, с издълбаване на нитовете и или са изправяни, или са заменяни с нови. Контрол над работите осъществяват офицерите, останали на кораба, като всеки следи за своята част.
Според договореност с началството на порта на брега от „Аврора“ е разрешено да слизат 35 души. Първоначално няма нарушения на дисциплината сред екипажа; напротив, матросите „се освежават и придобиват храбър вид“. Скоро от чуждестранните вестници до екипажа стига информацията за въстанието на броненосеца „Княз Потьомкин Таврический“, което създава ропот сред долните чинове на „Аврора“. За да се избегне брожението, веднага след получаването от Русия на вестника „Новое время“ той е публично прочетен. След това настъпва известно успокоение.
Появяват се случаи на самоуправство с телесни наказания на крайцера: със заповед на контраадмирал Енквист за използването на такава мярка за „дисциплиниращо въздействие“ е наказан инженер-механикът поручик Малишевич, а със заповед на командира на крайцера – инженер-механика поручик Шмолинг.
Разразилата се в града, в средата на август, епидемия от холера води до кратковременно прекратяване на връзките с брега. Екипажът спира да излиза в отпуск, работниците – да посещават съдовете. Руските крайцери преживяват и няколко тропически тайфуна, по време на които вдигат пара и прогряват машините, за да предпазят корабите от изхвърляне на брега. Въпреки желанието на американската администрация механизмите на руските кораби не са изваждани и функционират нормално.
Ежеседмично на „Аврора“ има събрания на офицерите от отряда, в резултат на които е съставен обобщен доклад „Какъв да е флотът“, изпратен в Главния морски щаб.
С края на ремонта през август, руските крайцери пристъпват към бойна подготовка и организация на ежедневната бойна служба. Вместо напусналите офицери на „Аврора“ са преведени лейтенантите Н. И. Игнатиев и В. И. Дмитриев от „Жемчуг“. Първият на пост старши артилерийски офицер, а вторият – старши щурман.
На 23 август 1905 г. в САЩ е подписан Портсмутският мирен договор между Русия и Япония, и в очкакване на неговата ратификация корабите от руския отряд пристъпват към подготовка за завръщане в родината. На 20 септември на „Аврора“ пристига новият му командир – капитан 2-ри ранг В. Л. Барщ. Капитан 2-ри ранг Неболсин на 9 октомври заминава за Вашингтон, където трябва да заеме поста на морски агент. На 28 септември „Жемчуг“ и „Аврора“ плават в открито море за изпробване на машините.
На 10 октомври от американската столица постъпва официално известие, че руските кораби са свободни в своите действия. В течение на следващите няколко дни на „Аврора“ поставят на място затворите на оръдията, товарят необходимите запаси от въглища, вода и провизии.

### Завръщане в Русия
На 15 октомври в 8 часа сутринта руските кораби, отново пребоядисани в бяло, обменят салют и трикратно „ура“ с американските кораби и напускат Манила. На 9 септември 1905 г. е получено „височайше одобреното“ разпределение на интернираните кораби, съгласно което в Балтийско море трябва да се насочат „Цесаревич“, „Громобой“, „Россия“, „Богатир“, „Олег“, „Аврора“, „Диана“ и „Алмаз“. Бившите кораби на Владивостокския отряд крайцери под началството на контраадмирал Карл Петрович Йесен тръгват самостоятелно, така че на мястото на сбора – Сайгон – към отряда на Енквист се присъединяват само „Цесаревич“, „Диана“ и „Алмаз“. С пристигането на корабите в порта, на 20 октомври, е получена заповед срочно да се изпрати в самостоятелно плаване „Диана“, като той се доокомплектова с офицери от останалите съдове. От „Аврора“ на „Диана“ са назначени още не свикналите с крайцера старши щурмански офицер лейтенант В. И. Дмитриев, старши артилерийски офицер лейтенант Н. И. Игнатиев и корабният механик поручик Н. И. Капустинский. На 10 ноември „Цесаревич“ се насочва в Сингапур за ремонт. На „Алмаз“ пристигат недостигащите офицери: на „Аврора“ са назначени шестима: старши щурмански офицер лейтенант П. П. Палецкий, старши артилерийски офицер лейтенант В. С. Василиев, вахтените началници мичманите А. А. Колчак, Д. И. Федосиу и А. А. Скридлов и младши механик поручик А. Е. Картович.
Слуховете за случващите се в Русия събития предизвикват смут в екипажите на корабите от отряда. Това особено силно се проявява на флагманския кораб – „Аврора“, където над 300 души очакват демобилизация. С пристигането на вестници от Русия адмирал Енквист провежда с екипажа разяснителна беседа, обяснявайки, доколкото това е възможно, същината на случващото се и прочита манифеста от 17 октомври. След това обстановката на крайцера става значително по-спокойна.
На 26 ноември „Аврора“, „Олег“ и „Алмаз“ вдигат котва и се насочват за Коломбо. В този порт от отряда се отделя „Алмаз“; На 21 декември „Аврора“ и „Олег“ пристигат в Джибути. Тук на тях са поставени спектакли, където са канени моряци от другите кораби. Продължавайки своето плаване, крайцерите посрещат 1906 г. в Червено море. Неизправностите, констатирани в котлите на „Олег“, задържат отряда в Алжир, където скоро пристига телеграма с разпореждане „Аврора“ да плава към Балтика самостоятелно. Адмирал Енквист остава на „Олег“, заповядвайки на командира на „Аврора“ да вземе на борда „83 нисши чинове от екипажа на крайцера „Олег“, подлежащи на уволнение в запаса на флота“.
На 28 януари „Аврора“ под командването на произведения в капитан 1-ви ранг Барщ напуска Алжир и на 3 февруари пристига в Шербур. В това пристанище от френската криминална полиция са получени сведения за закупена от екипажа партида револвери. Проведените обиски не дават резултат. На 14 февруари крайцерът отплава за последен преход. На финалния отрязък от пътя в Северно море корабът попада в силен щорм, по време на който е откъснат прожектор на горния мостик и стрелата на левия борд.
На 19 февруари 1906 г. „Аврора“ пуска котва в Либава, откъдето преди 458 дни отплава в състава на Втора тихоокеанска ескадра.

### Междувоенна служба

#### 1905 – 1908 г.
В Либава командирът на флотския екипаж на пристанището, контраадмирал В. В. Ленденстрем, извършва преглед на екипажа на „Аврора“; крайцерът е посетен от комисия, която се допитва до матросите. На 25 февруари започва демобилизация; до 28 февруари „Аврора“ има три партиди демобилизирани на общ брой около 330 души. В полунощ на 10 март крайцерът спуска вимпела си и влиза във въоръжения резерв. На кораба към този момент остават само 157 души.
В средата на май „Аврора“ е преместен отначало в Кронщат за предаване на артилерийския боезапас, а след това в Петербург, към стоянката на Франко-руския завод, където на крайцера предстои ремонт. По спомените на Харалд Карлович Граф, който е от месец и половина на кораба, „поради липса на офицери и благодарение на намалелия екипаж, вахтите са отменени. Ние носехме дневни дежурства, което силно облекчава службата и не я прави еднообразна, както би станало, ако трябва да даваме четири или пет вахти“.
В хода на ремонта на „Аврора“ са проведени най-неотложните работи по машините и котлите. Някои изменения претърпява артилерийската част: от кораба са свалени всички 37-милиметрови оръдия освен двете, които са на лодките, и елеватора на фор-марса, а също са поставени на кърмовия мостик още две картечници Максим. На място са ремонтирани три 152-милиметрови оръдия. Шестте 75-милиметрови, които са за основен ремонт или смяна, са демонтирани. Цялата зима „Аврора“ прекарва на Константиновския док в Кронщат, където са извършени поправки на повредите.
Към май крайцерът е подготвен за излизане в морето: на него поставят ремонтираните 75-милиметрови оръдия, два далекомера на Бар и Струд и е ремонтирана системата за ПУАО. Лятото „Аврора“ излиза в плаване с гардемарини, посещава няколко чуждестранни простанища. В Стокхолм на крайцера не се връщат 11 нисши чина, издирването на които завършва безрезултатно.
През март 1908 г. нов командир на „Аврора“ става капитан 1-ви ранг барон Василий Николаевич Ферзен. Тази лятна кампания, както и предишната, крайцерът провежда в плавания по Балтийско море. По време на престоя в Стокхолм, на 19 юни, отново има масово бягство. На 13 август кораба се швартова до стената на Балтийския завод за дълъг ремонт.
В хода на почти едногодишния ремонт са изпълнени следните работи:
- Демонтаж на подводните траверсни минни апарати;
- Основен ремонт на трите главни машини, спомагателните механизми и котли;
- Смяна на преден и среден комин;
- Прокарване на допълнителна противопожарна магистрала, поставяне на три парни помпи Вартингтон;
- Демонтаж на две 75-милиметрови оръдия, намиращи се на 71-вия шпангоут; вместо тях са поставени две 152-милиметрови;
- Главният калибър на крайцера е снабден с нови удължени щитове и отделно насочване;
- Демонтиран е бойният марс;
- Усъвършенствана е защитата на бойната рубка;
- Направени са редица малки изменения в конструкцията за удобство на предстоящото пребиваване на кораба на възпитаниците на Морския корпус.

Така артилерийското въоръжение на крайцера след ремонта се състои вече от десет 152-милиметрови и двадесет 75-милиметрови оръдия.
На 25 август 1909 г. е плаването на кораба за ходови изпитания, повторен на 9 септември поради открити недостатъци. Втората проба на машините е с положителен резултат и крайцерът започва подготовката за дълъг преход. Към този момент командир на „Аврора“ става капитан 1-ви ранг П. Н. Лесков.

#### 1909 – 1914 г.
|  |  |  |

Есента на 1909 г. „Аврора“ влиза в състава на отряда крайцери („Диана“ (флагман) и „Богатир“), отплаващ за далечно плаване с гардемарини и ученици на училища за строеви подофицери. От октомври 1909 г. до 4 април 1910 г. „Аврора“ прекарва в Средиземно море и Атлантическия океан, посещавайки Алжир, Бизерта, Вилфранш сюр Мер, Смирна, Неапол, Гибралтар и ред други пристанища, участва в Килската седмица и други мероприятия. Със завръщането си в Балтийско море крайцерът е още два месеца в действащия флот.
През ноември 1910 г. „Аврора“ отново отплава за чужбина. Когато се намира в Средиземно море, крайцерът посещава Месина за получаване на златен медал в чест на руските моряци, взели участие в спасителните работи по време на земетресението от 1908 г. В първата нощ на визитата в града избухва голям пожар; аварийната партия на крайцера първа пристига на мястото на бедствие и встъпва в борба с огъня дълго преди да дойде градската пожарна. За това, като награда, „Аврора“ получава 1800 портокала и толкова лимона. След осем дни при престоя в испанския порт Малага екипажът на крайцера отново участва в борба с огъня на брега. На 31 март 1911 г. корабът се връща в Балтика. В съответствие с новата организация на флота, въведена със заповед на морското ведомство № 57 от 25 февруари 1911 г., „Аврора“ влиза в състава на бригадата крайцери от 1-ви резерв.
През пролетта и лятото „Аврора“ е на учебно плаване в Балтийско море, от 11 до 24 август има докуване в Кронщат и на 22 септември отплава за Сиам за участие в тържествата по случай коронацията на сиамския крал. В Неапол крайцерът взема на борда си великия княз Борис Владимирович със свита и прислуга. От 16 до 29 ноември „Аврора“ се намира в Бангкок, на обратния път се отбива по желание на титулувания пътник в Батавия. През февруари 1912 г. крайцерът пристига в Средиземно море, където прекарва четири месеца в състава на международната ескадра на „държавите закрилници“ на Крит и като руски стационар в залива Суда. На 16 юли 1912 г. „Аврора“ се връща в Балтийско море, зимувайки в Кронщат.
С настъпването на навигацията за 1913 г. „Аврора“ под командване на капитан 1-ви ранг Виктор Андреевич Карцов отново е на учебни плавания с възпитаници на Морския корпус по цяло Балтийско море. В края на кампанията корабът е поставен на ремонт в Новото Адмиралтейство, но пради липса на работна ръка е изпълнен само минимумът работи. С началото на кампанията на 1914 г. „Аврора“ става флагмански кораб на учебния отряд и има кратко плаване с кадети. На 16 юли командир на „Аврора“ става капитан 1-ви ранг Григорий Иванович Бутаков, а крайцерът влиза в състава 2-ра бригада крайцери на Балтийско море („Россия“ (флагман), „Богатир“ и „Олег“).

### Първа световна война

#### Участие в бойните действия
В 12:20 на 17 юли 1914 г. на „Аврора“ е получена радиограма „Морските сили и пристанища, Дим, Дим, Дим“, обявяваща за привеждането на морските сили в Балтийско море в пълна бойна готовност. В течение на няколко часа на крайцера са направени бойните приготовления, а на следващия ден бригадата преминава в Ревел. След царския манифест за война с Германия „Аврора“, в състава на съединението, излиза на дозор на запад от централната минно-артилерийска позиция при устието на Финския залив. В края на август крайцерът участва в охраната на претърпелия авария при остров Осмуссаар (Оденсхолм) крайцер „Магдебург“. В последните дни на 1914 г. „Аврора“ съвместно с „Диана“ провежда седмично крайцерство в Ботническия залив.
През зимата, по време на престоя в Хелсингфорс на крайцера е поставен фор-трал, релси за поставяне на мини и той е приспособен за носене на 150 галваноударни мини образец 1908 г. С началото на навигацията „Аврора“ преминава в Кронщат, където му поставят четири 152-милиметрови оръдия, свалени от „Диана“, демонтирани са шестнадесет 75-милиметрови оръдия и са затворени оръдейните портове в бордовете. Така „Аврора“ е въоръжена с четиринадесет 152-милиметрови оръдия и четири 75-милиметрови, разположени на горната палуба.
През лятото на 1915 г. „Аврора“ е на Або-Оландската шхерна позиция, участвайки в трудни походи за изучаване на фарватерите и прикривайки траленето. Следващата зима преминава в ремонтни работи, тъй като по време на едно от плаванията в ледовете крайцерът поврежда двата си бордови винта. В Хелсингфорс на „Аврора“ са поставени 40-mm зенитно оръдие „Викерс“ и четири „противоаеропланни“ 75-милиметрови оръдия Кане, съставили петия плутонг на артилерията. На 8 февруари 1916 г. за командир на крайцера е назначен капитан 1 ранг Михаил Илич Николский.
С началото на кампанията за 1916 г. „Аврора“ изпълнява програма за практически плавания с корабни гардемарини, като само за юли се връща в състава на своята бригада. Скоро „Аврора“ започва да се готви за подсигуряване на планираната десантна операция в Рижкия залив. Преминавайки в средата на юли Рижкия залив през Вяйнамери (Моонзундския канал), крайцерът активно участва в съдействие на сухопътните войски, поддържайки ги с артилерийски огън. Няколко пъти „Аврора“ е атакуван от хидроавиацията на противника, но нито един път не е ударен.

#### Ремонт
На 6 септември крайцерът се връща в Кронщат и започва подготовка за основен ремонт, който трябва да продължи до април 1917 г. Работите на кораба започват след две седмици, когато крайцерът влиза в Константиновския док, предварително свалил цялата си артилерия.
В хода на ремонта работниците на Франко-руския, Адмиралтейския и Обуховския заводи трябва да извършат следния обем работи:
- Разместване на оръдията по предложение на командира на крайцера: баковото 152-милиметрово оръдие – по-близо към носа, ютовото – към кърмата, а оръдията № 17 и № 18 (кърмови в района на 109-ия шпангоут) – по-близо към бордовете
- Обновление на ПУАО и оборудване на специален пост за „противоаеропланната“ артилерия
- Ремонт на тиковата палуба
- Поправка на пародинамото, смяна на кабелите
- Обновление на средствата за радиовръзка
- Монтаж на апаратура за подводна сигнализация
- Поставяне на парен шпил
- Преоборудване на жилищните помещения заради предполагаемото увеличение на екипажа до 723 души

### Февруарската революция
Когато лятото на 1916 г. стават известни плановете за поставяне на „Аврора“ в ремонт, капитан 1-ви ранг М. И. Николски пише донесение, в което указва за възможното пагубно влияние на дълговременен престой в порта върху екипажа на крайцера. В него той пише: „Екипажът, който досега не се поддава на престъпната агитация, ще ѝ се поддаде, както това често се случва, ще отиде в другата крайност – благодарение на своята сплотеност от най-верен, както е по време на война, към най-ненадежден. Почвата, за да се случи това е възможно най-благоприятна – дълга стоянка в Петроград при завода“. Основавайки се на това, веднага след започването на ремонта, в Кронщатското пристанище Николски въвежда на крайцера жестока дисциплина – въведени са ограничения за слизане на екипажа на брега и изисква внимателен оглед на всички помещения след приключване на работа и тяхното заключване. Той смята, че може да предпази екипажа от разлагащата революционна пропаганда само с твърда дисциплина и постоянна заетост. Николски насочва цялата си енергия за съблюдаване на строгите правила. Заради своята взискателност командирът скоро получава сред матросите прякора „Вирен“. Офицерите също недолюбват новия командир и се обръщат към него изключително формално. Назначеният през януари 1917 г. за старши офицер на крайцера, Павел Павлович Огранович, по отзиви на колегите му, се държи предизвикателно с младшите офицери и екипажа, определян е като „придирчив и грубо-формален“. Въпреки това непосредствено преди февруарските събития екипажът на „Аврора“, в който преобладават ветерани, се отличава със сплотеност и верност към войнския дълг.

#### Събитията от 27 февруари 1917 г.
С началото на Февруарската революция, на 27 февруари 1917 г., Николски във връзка със стачката в завода се разпорежда да се усили въоръженият караул на крайцера; сега той се оглавява не от кондуктори, а от офицери. Скоро на „Аврора“, със съгласието на Николски, са доведени арестуваните агитатори и „подстрекатели“. След известно време сред екипажа на крайцера плъзват слухове, за това че кораба ще бъде превърнат в плаващ затвор. Затова Николски, опасявайки се от проблеми с екипажа, настоява за преместване на задържаните от крайцера. Когато конвоят извежда арестуваните на палубата, стоящите на шкафута революционно настроени матроси отреагират на тяхната поява с радостни викове „Ура! Браво! Да се освободят!“. Не подчинявайки се на заповедта на вахтения началник да прекратят шума, матросите продължават да викат и да обиждат караулните, оставайки на шкафута. Тогава Николски и старшият офицер на крайцера Огранович откриват по тълпата матроси револверен огън, и палубата опустява мигновено. Изстрелите на Николски (той стреля едновременно от два револвера) и Огранович раняват трима моряка: двама леко и един – Порфирий Осипенко – смъртоносно. С прибирането си в своята каюта, Николски долага в щаба за случката; оттам последва предложението да се изпрати стотня казаци за усмиряване на възможния бунт. Командирът на „Аврора“ категорично отказва тази мярка, разчитайки на благоразумието на екипажа. След това се свири „Общ сбор“ поротно и Николски разяснява на всяка рота моряци ситуацията на крайцера и в града, обяснявайки случващите се в Петербург безпорядки с измяна и провокация, организирана от немците. Въпреки това по адрес на командира и офицерите се чуват открити заплахи. Нощта на мостика на „Аврора“ са поставени картечници, за да се избегне нападение от страна на брега.
На сутринта е събран офицерски съвет, на който се решава да не се открива огън даже в случай на опит на бунтовниците да завладеят крайцера. 14 офицера, 11 кондуктора и тримата гардемарини не могат да разчитат на поддръжка на голяма част от екипажа, следователно кръвопролитието е безсмислено. След ставането на 28 февруари екипажът на крайцера започва почистване на помещенията. В 9 часа срещу „Аврора“ започват да се появяват групи работници, които скоро прерастват в демонстрация с червени знамена, ленти и превръзки. Сред демонстрантите има и въоръжени хора. От тълпата започват да се чуват призиви екипажът да напусне кораба и да тръгне към града. Според свидетелства на очевидци Николски заявява, че няма намерение да задържа никого от екипажа на кораба и всеки желаещ, освен хората на вахта, дежурни и караула, могат да слязат на брега. След тези думи командирът на „Аврора“ се оттегля в своята каюта.
Тълпата междувременно напълва кораба; бързащите за брега матроси се суетят и преобличат парадно. Цялото оръжие, в т.ч. офицерското, е раздадено в ръце, частично – на работниците. Разбирайки, че на 27 февруари офицери са стреляли в екипажа и сред тях има ранени, работниците изискват разправа над командира и старшия офицер на крайцера. Матросите решават да ги отведат в Таврическия дворец, където се транспортират всички съпротивляващи се на въстанието лица. На Николски и Огранович са свалени пагоните и с издевателства ги свалят по сходните на брега. Там работниците искат от офицерите да вървят начело на шествието с червени флагове в ръка. Николски и Огранович категорично отказват. Старшият офицер на „Аврора“ получава удар с щик в гърлото, и той облян в кръв пада на земята. Николски отново е накаран да носи червеното знаме, той отново отказва. В този момент от тълпата прозвучава изстрел; куршумът уцелва Николски в главата, и той умира на място. Освен офицерите, побой на кораба има и над недолюбвания от екипажа огнярски кондуктор Ордин.

#### Лятна кампания
За осъществяване на демократичните права на матросите на „Аврора“ е избран корабен комитет, с председател артилерийски подофицер Я. В. Федянин. В първия му състав болшевиките отсъстват, но към юни, след речи на крайцера на видни пропагандатори, такива като Михаил Калинин, В. Володарский, Борис Павлович Позерн, корабното звено от членове на Руската социалдемократическа работническа партия (болшевики) (РСДРП (б)) на „Аврора“ вече наброява 42 члена. Постът на командир, според резултатите от проведените избори, заема бившият минен офицер лейтенант Н. К. Никонов. Почти ежедневно на „Аврора“ има митинги и събрания; екипажът участва във всички мероприятия, организирани от болшевиките. Ремонтът на крайцера преминава на втори план и започва да тече вяло.
На 4 юли моряците от „Аврора“, участвали в болшевишката демонстрация на Садовая, попадат под картечния огън на верните на Временното правителство части; скоро седем от матросите са арестувани от пристигнала на крайцера следствена комисия и в течение на месец те са задържани в „Кръстовете“, докато не са освободени под гаранциите на командира и екипажа.

### Октомврийската революция и Гражданската война

#### Участие в Октомврийското въоръжено въстание
В началото на септември корабният комитет на „Аврора“ е преизбран; сега негов председател е болшевикът, машинист 1-ва степен Александър Викторович Белишев. На поста командир на крайцера вместо преместилия се в Главния морски щаб старши лейтенант Н. К. Никонов е избран лейтенант Н. А. Ериксон. Ремонтът на крайцера е близо до края си и през октомври „Аврора“ трябва да излезе в морето за изпитания на машините. Оценявайки значението на крайцера в условията на подготвяното градско въстание, болшевиките се възпротивяват – на 24 октомври Центробалт постановява: „Аврора“ „...изцяло да се подчинява на разпорежданията на революционния комитет на Петроградския съвет“ и следователно остава на Нева.
В нощта на 25 октомври от Военно-революционния комитет на „Аврора“ е възложена задачата да „възстанови движението по Николаевския мост“, вдигнат предишния ден от юнкерите. За изпълнение на задачата и психологическо въздействие върху охраната на моста искат да преместят крайцера в средата на реката, но Н. А. Ериксон отказва, мотивирайки отказа си с неизвестния фарватер. След заплахи и уговорки от страна на екипажа командирът, опасявайки се, че матросите ще вкарат кораба на плитчина, все пак го отвежда до моста. При приближаването на „Аврора“ юнкерите оставят моста, а слезлите на брега корабни електричари го спускат, изпълнявайки поставената задача.

##### Участие в щурма на Зимния дворец
Към утрото на 25 октомври в ръцете на болшевиките се намират основните стратегически пунктове и правителствени учреждения на Петроград. Остава да се превземе и Зимния дворец; в случай на отказ от капитулация на правителството болшевиките предполагали да го обстрелят от Петропавловската крепост и „Аврора“, а след това да го превземат с щурм. Началникът на полевия щаб на въстаналите – Владимир Александрович Антонов-Овсеенко пристига на крайцера през деня и разпорежда по сигнален изстрел от Петропавловската крепост „Аврора“ да даде няколко халосни изстрела от шестдюймовката. Едновременно от крайцера на брега слизат три групи от моряци за поддържане на реда в града. По радиото от „Аврора“ е предадено написаното от Владимир Ленин възвание „Към гражданите на Русия!“.
В 21:40 по заповед на комисар А. В. Белишев комендорът Евдоким Павлович Огнев от баковото оръдие на „Аврора“ произвежда халосен изстрел, оказал психологическо въздействие на защитниците на Зимния дворец. Според версиите на редица съветски източници, той служи за сигнал за началото на щурма на Зимния дворец. По данни на историка Сергей Петрович Мелгунов щурмът започва на 25 октомври около 21:00 със сигналния халосен изстрел от Петропавловската крепост:с. 187; по информация на историка Евгений Юриевич Логинов, въобще без сигнален изстрел. Последващи изстрели от оръдията на „Аврора“ няма. Мелгунов задава въпроса щеше ли „Аврора“ да стреля по Зимния дворец и излага версията за невъзможност за бойна стрелба по него поради самата дислокация на крайцера в Нева:с. 192.
В последващите дни в печата се появява информация за това, че от „Аврора“ е стреляно по Зимния дворец с бойни снаряди. На 9 ноември във вестник „Правда“ е публикувано подписаното от комисара на крайцера опровержение: „...бе произведен само един халосен изстрел от 6-дюймовото оръдие, даващ сигнал на всички съдове, стоящи на Нева, и призоваващ ги към бдителност и готовност“. Някои изследователи изказват съмнения в това, че на борда на крайцера въобще има бойни снаряди.
Очевидецът на събитията Джон Рид в книгата си „Десет дни, които разтърсиха света“ пише, че изстрелите не са халостни:
| „ | Тротоарът под краката ни бе засипан с мазилка, паднала от дворцовия корниз, където удариха два снаряда на „Аврора“. Други повреди бомбардировката не причини. | “ |

След три дена крайцерът се връща на стоянката си до Франко-руския завод за приключване на ремонта. На крайбрежната улица на Червения флот (днес Английская набережная), срещу имението на Румянцев, в памет за участието на крайцера в историята през 1939 г. е поставена мемориална стела, дело на архитекта Александър Иванович Гегело. Надписът на стелата гласи: 
| „ | „На 25 октомври (7 ноември) 1917 г., стоящият срещу това място крайцер „Аврора“ с гърма на своите оръдия, насочени към Зимния дворец, възвестява, че 25 октомври е началото на нова ера – ерата на Великата социалистическа революция“ | “ |

.

#### На дълговременно съхранение
На 28 ноември 1917 г. „Аврора“, след ремонта и успешно проведени швартовни изпитания на котлите и машините, е прехвърлен в Хелсингфорс, където отново влиза в състава на 2-ра бригада крайцери. На 8 декември са проведени изпитанията на котлите, главните машини и спомагателните механизми на кораба, показващи много недостатъци; независимо от това, ремонтът на машините е признат за удовлетворителен, а новите котли е решено повторно да се проверят през пролетта на следващата година.
На 22 декември 2-ра бригада крайцери в тежка ледова обстановка прави преход от Хелсингфорс в Кронщат. Преходът от Кронщат в Петроград е осъществен едва на 27 декември с помощта на ледоразбивача „Ермак“. Със завръщането си в Нева „Аврора“ отново застава при Адмиралтейския завод, за работи по отстраняване на дефектите по силовата установка. В последните дни на 1917 г. и първите месеци на 1918 г. има два опита за диверсия на кораба: малко преди Нова година благодарение на своевременно оказана медицинска помощ е предотвратен опит за отравяне на екипажа, а на 30 март на „Аврора“ е открит фугас, обезвреден от старшия офицер Б. Ф. Винтер. При разглобяването на взривателя на мината Винтер е тежко ранен.
Към 9 май на „Аврора“ има само 127 военмора: част от екипажа заминава за фронта в състава на отрядите доброволци. През това време от „Аврора“ на „Памят Азова“ без знанието на екипажа преминава отстраненият от длъжност председател на корабния комитет А. А. Корунов. Скоро откриват, че той е похитил революционното червено знаме, което е открито в личните му вещи, разпорено и скроено за ушиване на блузи. Похитителят е арестуван, а делото е предадено на Всеросийската извънредна комисия по борба с контрареволюцията и саботажа при СНК на РСФСР (ЧК).
На 29 юли крайцерът е преведен в Кронщат, където по време на активното настъпление на Северозападната армия на Юденич е планирано да бъде потопен с цел да прегради пътя на корабите на интервентите. Няколко пъти „Аврора“ с други кораби излиза на позиции за потопяването за тренировка на екипажа; в едно от тези излизания крайцерът губи всичките си котви. Когато става ясно, че английските кораби няма да се появят пред Петроград, на „Аврора“ са оставени около 40 души екипаж, начело с новия му командир М. Н. Зубов.
През пролетта започват работи по подготовката на крайцера за консервация; в това време „Аврора“ получава пара от буксир-отоплител. След докуване, през ноември – декември 1919 г., на Константиновския док, на 8 юни 1922 г. крайцерът, със свалена артилерия и без боеприпаси, е предаден на съхранение на Кронщатското военно пристанище под охрана на крепостния караул.

### Учебен кораб на Балтийския флот

#### Възстановяване на крайцера
След оглед от комисия на „Аврора“, през септември 1922 г., е направено заключението, че след несложни работи крайцерът е възможно да бъде въведен в строй като учебен кораб. Основно ремонтираният през 1917 г. кораб е по-малко пострадал от другите по време на дългия си престой. Със заповед на Морските сили № 899 от 30 декември 1922 г. за командир на „Аврора“ е назначен Лев Андреевич Поленов, по-рано служил на него като мичман. Окомплектоването на кораба се прави както със старите корабни специалисти, така и с млади моряци от комсомолския набор. 6 души от командния и 35 от некомандния състав се трудят често по 24 часа на ден, първоначално живеейки на учебния кораб „Комсомолец“, а от 18 януари 1923 г. и на „Аврора“. На 23 февруари 1923 г. в деня на празника, посветен на създаването на Червената армия, над „Аврора“ отново се развява червения флаг. Към този момент на крайцера вече има около 100 души; На 11 април екипажът е попълнен със 100 ученика комсомолци. „Аврора“ под командването на Л. А. Поленов влиза в състава на отряда на учебните кораби на Балтийския флот, ставайки първият боеспособен крайцер на съветския Балтийски флот.
За изваждане на кораба от дълговременна консервация той е вкаран в Константиновския док, където от 23 май, в течение на месец, е ремонтирана обшивката и са свалени останките на фор-трала. След дока крайцерът получава ново артилерийско въоръжение, състоящо се от 10 съвременни 130-милиметрови установки с дължина на ствола 55 калибра. Зенитната артилерия сега е съставена от две 76-милиметрови оръдия Лендер, поставени на кърмовия мостик и от четири картечници „Мáксим“. Погребите са преоборудвани за съхранението на новите боеприпаси и са поставени два далекомера, система Бар и Струд. Освен това отново са поставени минните релси, нови радиостанции и средства за навигация. Загубените котви са заменени с извадените котви на потопения от английски торпеден катер „Олег“, а веригите за тях са сглобени парче по парче от различни други кораби.

#### Походи
На 18 юли 1923 г. се правят ходовите изпитания, които преминават успешно. В нощта на 20 юли девет моряка от „Аврора“ участват в потушаването на пожара на най-близкия към кораба форт „Павел I“, където има склад за мини. Четирима от тях загиват, толкова получават рани и изгаряния; само един от тях остава невредим. Всичките деветима са наградени с орден „Червено Знаме“. По мнение на някои от съвременните изследователи, пожарът и взривовете на форта са предизвикани от хулиганското поведение на самите „авроровци“, слезли на брега да се „поразтъпчат“ след лодъчни учения. Според други сведения трагедията е следствие от небрежността на матроси от линкора „Парижка комуна“, а моряците от „Аврора“ пристигат на форта вече след първите взривове.
Своята първа кампания крайцерът провежда в плавания по Балтийско море, не по-далеч от централната му част – остров Готланд. Есента „Аврора“ участва в маневри на флота. На 5 септември ЦИК на СССР взима шефството над кораба.
Зимата на 1923 – 1924 г. преминава в подготовка за бъдещото плаване в чужбина. На Специален практически отряд в състав „Аврора“ и учебния кораб „Комсомолец“ предстои далечен поход по маршрут Кронщат – Архангелск и обратно с влизане в чужди пристанища. На 10 юли корабите под командването на Николай Александрович Бологов отплават с курсанти и преподаватели от военноморските училища на борда. Походът преминава благополучно и има голямо политическо значение, тъй като предизвиква в чуждата преса положителни отзиви за поведението на съветските моряци и организацията на службата във ВМФ на СССР.
Аналогичен поход около Скандинавия е извършен от 15 май до 15 септември 1925 г. Отрядът сега се командва от началника на Управлението на военноморските учебни заведения Владимир Митрофанович Орлов. Този път поведението на съветските моряци не е толкова примерно; така например началникът на щаба на отряда кораби не може да посети администрацията на норвежко пристанище, поради това че се намира в нетрезво състояние. Четирима матроса са свалени от „Аврора“ в Архангелск за различни провинения.
Зимният период на 1925 – 1926 г. е използван за провеждане на профилактичен ремонт: на крайцера са поставени четири допълнителни 75-милиметрови оръдия за практически стрелби и няколко нови щурмански прибора. В кампанията за 1926 г. „Аврора“ е на вътрешни плавания, за кратко посещавайки само района на Килския залив.
На 2 ноември 1927 г. за годишнината от Октомврийската революция „Аврора“ е награден с орден „Червено знаме“. На 7 ноември на крайцера в тържествена обстановка е издигнат Червенознаменния военноморски флаг, а на щита на носовото оръдие е закрепена бронзова мемориална табела.
За последващите три години „Аврора“ има няколко плавания в чужбина, посещава през 1928 г. Копенхаген, а през 1929 Свинемюнд (заедно с крайцера „Профинтерн“). Тази акция, бидейки тогава първото за военни кораби на СССР посещение в германски порт, придаващо ѝ политическо значение, преминава успешно.
Последният далечен поход на „Аврора“ става третото в историята на крайцера плаване около Скандинавския полуостров, благополучно завършващо през август 1930 г. След това крайцерът не излиза от пределите на Балтийско море: поради износването на котлите една трета от тях са извадени от експлоатация. Въпреки това, на пробега през есента на 1932 г., крайцерът развива 17,5 възела, прекрасен резултат за стария кораб.
Към есента на 1933 г. става очевидно, че крайцерът се нуждае от основен ремонт, по обем превъзхождащ даже ремонта от 1916 – 1917 г. Започнатите в края на годината работи трябва да продължат до 1937 г., но поради строежа на голямо количество нови кораби те са прекратени през пролетта на 1935. Работниците на завода „Андре Марти“ не успяват да подменят котлите; поради това „Аврора“ е прекласифициран на несамоходна учебна база. Зимата на 1935 – 1936 г. на кораба е преправено котвеното устройство и демонтирано едно от котелните отделения.
През последващите години за поредната кампания „Аврора“ на буксир е изтеглян на Източния Кронщатски рейд. Там на него преминават практическите си занятия курсантите първа година от военноморските училища. Зимата базата се връща на Набережная Лейтенант Шмид или в Ораниенбаум, където е предавана на подводничарите. По мнение на изследователите, към 1941 г. „Аврора“ е планирана за изключване от списъците на флота, но за осъществяването на това пречи избухналата война.

### Велика Отечествена война
С началото на Втората световна война от „Аврора“ са свалени курсантите, а корабът, намиращ се в Ораниенбаум, е включен в системата на противовъздушната отбрана на Кронщат. Към този момент, по данни на Л. Л. Поленов, „освен десетте 130-mm оръдия в състава на артилерийското въоръжение на „Аврора“ влизат: две универсални 76,2-mm арт-установки 55 калибър, поставени на полубака, две зенитни 76,2-mm оръдия система Лендер на средния мостик, три универсални 45-mm оръдия 45 калибър на кърмовия мостик, и картечница система „М-1““. Някои автори смятат, че ютовото оръдие на кораба е новата арт-система Б-13 първа серия. Командир на базата е капитан 3-ти ранг И. А. Саков, под началството на когото има 260 души екипаж. С приближаването на хитлеровите войски към Ленинград от „Аврора“ на фронта заминават краснофлотци; а от крайцера се сваля въоръжение.
През юли 1941 г. е сформирана разположената в района на Дудерхоф батарея „А“ („Аврора“), в състава на която влизат девет свалени от крайцера 130-милиметрови оръдия. В някои от нейните разчети са включени и „авроровци“. През септември, в течение на седмица, батареята води бой с немските танкове, сражавайки се в пълно обкръжение до последния снаряд. Към края на осмия ден от боевете от 165 души личен състав към своите се промъкват само 26 моряка. На позициите на оръдията на батареята от „Аврора“ през 1970-те години са поставени паметници и мемориали, включени в Зеления пояс на Славата.
Немската авиация започва да атакува „Аврора“. На 16 септември по време на масирано нападение зенитчиците на „Аврора“, по свидетелства на очевидци, свалят един самолет. След пет дни огън по крайцера открива и немската сухопътна артилерия. От този момент комбинирани артилерийски и авиационни нападения има ежедневно. Виждайки безсмислеността на последващото пребиваване на екипажа на борда на кораба, капитан 3-ти ранг Саков на своя глава сваля моряците в безопасност на брега, оставяйки на „Аврора“ постоянна вахта. За това командирът на крайцера е арестуван и скоро разстрелян по обвинения в „паникьорство“ и „бягство от кораба“. На 27 – 30 септември крайцерът получава няколко попадения, в резултат на които ляга на грунта с крен от 3° на десния борд.
В края на ноември животът на кораба вече става невъзможен, и сега (вече по решение на командването) екипажът е преведен на брега. Вахта носят само при единственото боеспособно зенитно оръдие и Червенознаменния флаг. Започнатият още през есента демонтаж на артилерията и оборудването сега тече в неимоверно трудни условия под огъня на противника. Така например само на 1 декември хитлеристка батарея изстрелва по „Аврора“ 56 снаряда, с четири попадения. Последното 130-милиметрово оръдие, свалено от крайцера, след ремонт е поставено на бронирания влак „Балтиец“.
Виждайки флага, развяващ се над легналия на грунта крайцер, немските батареи от време на време откриват по него огън. През август 1943 г. „Аврора“ отново получава три попадения; осколък на снаряд сваля флага, който незабавно е изваден от водата от старшия червенофлотец А. И. Волков.
Обстрелите по „Аврора“ са прекратени едва след свалянето на блокадата на Ленинград.

### Паметник – база на Нахимовското училище
През август 1944 г. изпълнителният комитет на Ленинградския градски съвет на депутатите на трудещите се приема постановление, според което „Аврора“ следва да се отведе на Петроградска набережная като музей паметник на историята на флота и учебен блокшив на Ленинградското Нахимовско военноморско училище. На 20 юли корабът е изваден от специалистите на ЕПРОН и с екипаж от 13 души под командването на капитана 3-ти ранг П. А. Доронин е преведен в Ленинград. Зимата преминава в почистване на кораба от боклуци, а на 3 май 1945 г. неочаквано е открит бързо увеличаващ се крен. Неизправност в кингстона на левия борд при средното котелно отделение води до наводняване на машинното отделение; „Аврора“ отново е поставен да легне на грунта. След 20 дни отново изваденият кораб, на буксир, е преведен в Кронщатския док, където остава от 14 юли до 6 септември.
На 7 септември крайцерът е отбуксиран в Ленинград и започва освобождаване на помещенията и демонтаж на оборудването. На 23 октомври 1945 г. „Аврора“ е предоставен на разпореждане на снимачна група на киностудиото „М. Горки“, снимаща филма „Крайцерът „Варяг“. На „Аврора“ му предстои да изиграе ролята на прославения крайцер. До началото на 1946 г. „Аврора“ е „гримиран“ като „Варяг“: поставен е четвърти, фалшив, комин, няколко 152-милиметрови оръдия, свалени са от някои оръдия техните щитове, преправено е носовото украшение и командирският балкон в кърмовата част. Палубата е покрита с борови дъски, а заводът „Судобетонверф“ извършва херметизацията на корпуса. Отначало от повърхността на обшивката е основно премахната ръждата, а след това почти цялата подводна част е залята с тънък слой висококачествен бетон.
Снимките, в които участва и целият личен състав на кораба, се проточват и завършват на 29 септември 1946 г. Още на следващия ден „Аврора“ е върнат до стената на кораборемонтната работилница при Масления канал. Тук на кораба са поставени четиринадесет 152-милиметрови оръдия Кане, като единадесет от тях са със сухопътните основи и щитове, а за трите последни са произведени щитове по образец на наличните. За произвеждане на салюти са поставени четири 45-милиметрови оръдия: две по две, на средния и кърмовия мостик. На 6 ноември 1947 г. „Аврора“ е поставена при моста на Лейтенант Шмид, откъдето след края на празничните мероприятия, посветени на 30-годишнината от Октомврийската революция, отново е преместен към завода за завършване на преоборудването.
На 17 ноември 1948 г. „Аврора“ е преместен на окончателната му стоянка на Голяма Невка. Тук корабът приема на борда си възпитаниците на завършващата рота на Ленинградското Нахимовско военноморско училище. Създаденият на крайцера музей в 1956 г. е разширен и направен филиал на Централния военноморски музей. През 1960 г., след кратковременен доков ремонт, с постановление на Съвета на Министрите на СССР „Аврора“ е включен в числото на паметниците, охранявани от държавата. Към този момент крайцерът вече не е база на Ленинградското Нахимовско военноморско училище.
На 22 февруари 1968 г. с указ на Президиума на Върховния съвет на СССР червенознаменният крайцер „Аврора“ е награден с ордена на Октомврийската революция, ставайки единственият в страната двойно орденоносен кораб. На ордена е изобразен самият крайцер.

### Ремонт и вечна стоянка
Към края на 1970-те години корпусът на „Аврора“ е в аварийно състояние. Междуведомствената комисия, свикана от Главкома на ВМФ през есента на 1980 г., след полугодна работа представя заключение за техническото състояние на корпуса и предлага три способа за подсигуряване на плаваемостта на крайцера. След двегодишни изследвания са отхвърлени и трите варианта: решават да проведат възстановителен ремонт със замяна на повредените елементи от корпусната конструкция. За проектант е назначен Северното проектно-конструкторско бюро, а изпълнител става Кораборемонтният завод А. А. Жданов. Независимо от протестите от страна на историците на флота, стремящи се да съхранят уникалния паметник на техниката и историята, инженерите решават пълна замяна на подводната част с използването на съвременни технологии.
На 18 август 1984 г. „Аврора“ е подведена с кърмата напред към стената на завода. През следващата година корпусът е въведен в док, където е отделена практически цялата подводна част на корпуса. В края на лятото в отново построеното дъно е поставено ремонтираното оборудване и започва монтажът на бронираната палуба. Котлите „Белвил-Долголенко“ са заменени с макети, машината е съхранена. Част от излишната броня отива за производството на паметни макети и сувенири. След дострояването в елинг, към април 1987 г., на крайцера са заварени краищата с бронзовите щевни, на които са прикрепени парчета от оригиналния корпус; освен това, поставят надстройките, комините и мачтите. След това започва реконструкция на помещенията, които се стараят да възстановят в първоначалния им вид.
Към август 1987 г. „реставрацията“ на „Аврора“, струваща около 35 милиона рубли, приключва. Съществуват различни оценки за проведените работи: новата подводна част, шевовете от електрозаваряването и използването на съвременни технологии дават повод да се говори за новопостроена „Аврора“. Най-видимите външни отличия от облика на крайцера от 1917 г. са в „сухопътните“ щитове на оръдията на главния калибър, различните котвени клюзове и множество малки детайли (такива като например неточната реконструкция на буксируемия спасителен буй и отсъствие на шпигати за отпадъци на батарейната палуба). На старото място на вечната стоянка (при Петровска набережна) „Аврора“ е привързан за брега с метални щанги и съединен с градските комуникации.
Съществено разширената спрямо 1950-те години експозиция на корабния музей заема пространството от 10-ия до 68-ия шпангоут. В експозицията има над 500 уникални експоната, сред които документални фотографии, корабни предмети и документи, представляващи културна и историческа ценност. Експозицията на музея е разположена в шест помещения. Открити за посещения са бойната рубка, машинното и котелното отделения на кораба.
Подводната част на крайцера не е утилизирана и по сведения от 2011 г. се намира потопена до населения пункт Ручеи (Кингисепски район). Стърчащите от водата части на скелета през 1980-те години са окрадени за строителни материали от жителите на близкото селище. През юли 2010 г. към историческите обломки за първи път се насочва група подводни изследователи от Москва и Санкт Петербург, но за провеждането на детайлен оглед на скелета на крайцера пречи лошата видимост под водата, предизвикана от силно вълнение.

### Съвременна история
В нощта на 6 юни 2009 г. по време на Петербургския международен икономически форум на борда на крайцера вечеринката на списанието „Русский пионер“, предизвиква широк отзвук в обществото. Водещи са: журналистката Тина Канделаки и Андрей Иванович Колесников (редактор на списанието „Русский Пионер“). Сергей Шнуров (група „Рубль“) забавлява гостите със своите песни. Сред тях е упълномощеният представител на президента на РФ в Северозападния федерален окръг Илия Иосифович Клебанов, министърът на икономическото развитие Елвира Сахипзадовна Набиулина, губернаторът на Санкт Петербург Валентина И. Матвиенко. След възникналия скандал, корабът е затворен за подобни празненства, единствените изключения са провежданите на борда благотворителни концерти. Никой от организаторите и гостите на „вечеринката на Аврора“ не е привлечен към отговорност.
От ноември 2006 до 17 юли 2009 г. командир на Червенознаменната Ленинградска военноморска база на Балтийския флот е Анатолий Липинский.
На 1 декември 2010 г. крайцерът „Аврора“ със заповед на министъра на отбраната на РФ е изваден от състава на ВМФ и предаден в баланса на Централния военноморски музей. Военният екипаж на крайцера е реформиран с щат от трима военнослужещи и 28 души граждански персонал; статутът на кораба остава предишният.
На 16 октомври 2011 г. трима души се качват на мачтата на крайцера и издигат пиратски флаг. Отговорност за акцията поемат петербургските организации „Народная доля“ и „Еда вместо бомб“.
На 11 ноември 2011 г. във видеохостинга YouTube се появява видеото „Изстрелът на Аврора 1 Ранг 2011“, в което двама неизвестни в хидрокостюми плуват по посока на крайцера, промъкват се по палубата до баковото оръдие и произвеждат изстрел с него. Директорът на Централния военноморски музей Андрей Лялин заявява пред РИА Новости: „На мен ми е известно за това, това е фалшификация“. Отговорността за „изстрела“ поема московската агенция Echoviruses, занимаваща се с вирусен маркетинг.
На 27 юни 2012 г. депутатите на Санктпетербургското законодателно събрание приемат обръщение към Президента на РФ с молба на крайцера да бъде върнат статутът на кораб № 1 в състава на ВМФ със съхраняване на военния екипаж.
На 26 януари 2013 г. министърът на отбраната на РФ армейски генерал Сергей Шойгу заявява, че крайцерът „Аврора“ ще бъде ремонтиран, а след това приведен в ходово състояние. При ремонта ще се смени забордната арматура, електрокабелите, помпите, системите за гасене на пожар и други възли и агрегати, ще се ремонтират генераторите. След това на „Аврора“ предстои по-обстоен ремонт, в хода на който ще се постави навигационно оборудване, средства за връзка и радиотехническо въоръжение, а ход на кораба ще дава дизел-електрическа енергетична установка. Така в пълен исторически вид кораба няма да се възстановява.

#### Ремонт през 2014 г.
На 21 септември 2014 г. „Аврора“ е отбуксиран в ремонтния док на Кронщатския морски завод на Министерство на отбраната на РФ за ремонт. В 10 часа сутринта корабът на буксир поема към завода. В 14:50 „Аврора“ е поставен на док Велещински. Към 26 ноември 2014 г. крайцерът е изведен от дока и ошвартован на достроечната стена за втория етап от ремонта.
Крайцерът „Аврора“ се връща на мястото на вечната си стоянка на 16 юли 2016 г. Според данните от надзорния съвет на „Аврора“, стойността на ремонта на крайцера съставя около 840 милиона рубли, които са използвани за обновяването на корпуса на кораба и за създаването на нова експозиция на филиал на Централния военноморски музей, действащ на „Аврора“.

Ремонтът от 2014 – 2016 г., за разлика от предходните, не предвижда намеса в конструкцията на кораба, преустройство на неговите вътрешни помещения и надстройки. Обследването на корпуса, с помощта на ултразвук, показва, че от времето на последния ремонт няма динамика на корозията. По време на ремонта в дока е произведен ремонт на цистерните, танковете и други механизми, проведени са пресовка и проверка за херметичност на закрепването на бронзовите щевни и стоманения корпус. Съхранените от момента на построяването на крайцера в неизменен вид щевни се оказват в прекрасно състояние. Съединенията на корпуса, направени през 1987 г., се оказват качествени. Най-големите извършени работи са насочени към освидетелстване на силовите кабелни трасете, замяната на електроинсталацията, ремонт на палубите, мачтите и всички системи за жовотоподдържане на кораба, поставянето на рангоут, замяна на такелажа, ремонт на лодъчните устройства, катерите, лодките, възстановяване на надстройките, конструкции на корпуса и вещи от бита. Крайцерът получава най-новата пожарогасяща система „Водна мъгла“ („на руски: Водяной туман“).
Външният вид също не е оставен без внимание. Възстановен е историческият облик на каютата на флагмана, дизайн-проектът на която е утвържден от главнокомандващия на ВМФ на Русия. В кубриците за екипажа и каюткомпанията е проведен козметичен ремонт. Обновена е палубата от тиково дърво. Кърмата на „Аврора“ се украсява от нов орденски флаг, разработен от службата по хералдика на Въоръжените Сили на РФ. Обаче, съветските символи на крайцера, построен за Руския императорски флот, си остават и след ремонта. Гербът на Съветския Съюз, на кърмата на крайцера, не е заменен с герба на Руската Федерация и червените звезди не са премахнати от бордовете, както се предполага първоначално в хода на работите, макар това да противоречи на указа на президента за символиката на корабите от ВМФ на Русия, но за „Аврора“ е направено изключение, тъй като, според думите на председателя на Санктпетербургския клуб на моряците и подводничарите Игор Курдин, това би станало „унищожаване на объекта на културното наследство“. Не е възстановен ростралният двуглав орел и на носа на кораба, макар тази идея да се обсъжда, но тя е отклонена впоследствие.
На борда на „Аврора“, в хода на ремонта, е създадена нова музейна експозиция, посветена на крайцера, като участник в три войни: Руско-японската, Първата световна и Великата Отечествена.

Към юли 2018 г. на „Аврора“, по архивни фотографии и чертежи, е възстановен православният корабен храм, премахнат през 1917 г. В дните на църковните празници и през почивните дни в него се провеждат богослужения.
- Буксирането на крайцера за ремонт, 21 септември 2014 година
- Крайцерът „Аврора“ преминава под вдигнатия Дворцов мост
- Буксировката на „Аврора“ по Нева
- „Аврора“ и „Красин“ в Кронщат

## Командири на крайцера
- Капитан 1-ви ранг П. П. Молас (октомври – ноември 1897)
- Капитан 1-ви ранг А. А. Мелницки (ноември 1897 – октомври 1898)
- Капитан 1-ви ранг П. П. Молас (повторно; ноември 1898 – януари 1900)
- ВРИД командира капитан 2 ранга А. П. Киткин (януари – юни 1900)
- Капитан 1-ви ранг Николай Христианович Йениш (юни – декември 1900)
- Капитан 1-ви ранг Иван Владимирович Сухотин (януари 1901 – юли 1904)
- Капитан 1-ви ранг Евгений Романович Егориев (юли 1904 – 14 май 1905, загинал)
- ВИД командир капитан 2-ри ранг Аркадий Константинович Неболсин (14 май – септември 1905)
- Капитан 1-ви ранг Витолд Людвигович Барщ (септември 1905 – май 1908)
- Капитан 1-ви ранг Василий Николаевич барон Ферзен (май 1908 – януари 1909)
- Капитан 1-ви ранг Пьотр Николаевич Лесков (януари 1909 – декември 1912)
- Капитан 1-ви ранг Л. Д. Опацки (август – декември 1912)
- Капитан 1-ви ранг Дмитрий Александрович Свешников (декември 1912 – април 1913)
- Капитан 1-ви ранг Виктор Андреевич Карцов (април 1913 – юли 1914),
- Капитан 1-ви ранг Григорий Иванович Бутаков (юли 1914 – февруари 1916)
- Капитан 1-ви ранг Михаил Илиич Николски (февруари 1916 – 28 февруари 1917, убит)
- Старши лейтенант Николай Константинович Никонов (изборен, март – август 1917)
- Лейтенант Николай Адолфович Ериксон (изборен, септември 1917 – юли 1918)
- ВРИД командири на РККФ М. Н. Зубов, Н. А. Шелгачев, Б. М. Петров, Н. А. Телемаков (есента на 1918 – 8 юни 1922)
- Командир на РККФ Лев Андреевич Поленов (ноември 1922 – януари 1928)
- Командир на РККФ Александър Фридрихович Леер (януари 1928 – септември 1930)
- Командир на РККФ Гордей Иванович Левченко (септември 1930 – юни 1931)
- Командир на РККФ Александър Петрович Александров (юни – декември 1931)
- ВИД командир на РККФ К. Ю. Андреус (декември 1931 – март 1932)
- Командир на РККФ А. А. Кузнецов (март 1932 – октомври 1934)
- Капитан 2-ри ранг В. Е. Емме (октомври 1934 – януари 1938)
- Капитан 2-ри ранг Г. Н. Арсениев (януари – септември 1938)
- Капитан 2-ри ранг Ф. М. Яковлев (септември 1938 – август 1940)
- Капитан 3-ти ранг Г. А. Гладки (август 1940 – март 1941)
- Капитан 3-ти И. А. Саков (март – септември 1941, разстрелян)
- Старши лейтенант П. С. Гришин (октомври 1941 – юли 1943)
- Капитан 2-ри ранг П. А. Доронин (юли 1943 – август 1948)
- Капитан 1-ви ранг Ф. М. Яковлев (август 1948 – януари 1950)
- Капитан 2-ри ранг В. Ф. Шинкаренко (януари 1950 – февруари 1952)
- Капитан 2-ри ранг И. И. Попадко (февруари 1952 – септември 1953)
- Капитан 2-ри ранг Н. П. Епихин (септември 1953 – август 1959)
- Капитан 1-ви ранг И. М. Гойлов (септември 1959 – юли 1961)
- Капитан 2-ри ранг К. С. Никитин (юли 1961 – май 1964)
- Капитан 1-ви ранг Юрий Иванович Фьодоров (май 1964 – май 1985)
- Капитан 2-ри ранг А. А. Юдин (май 1985 – ноември 1989)
- Капитан 1-ви ранг А. В. Бажанов (ноември 1989 – 2010)
- Капитан-лейтенант Ю. Шишкарьов (2012 – 2013)
- Капитан-лейтенант А. Знаменщиков (от септември 2013 – 25 юли 2019)
- Капитан 3-ти ранг Ю. Шишкарьов (от 25 юли 2019)

## Кърмови флаг
- от 16 юли 1903 г.[275]
- 25 октомври 1917 г.[276]
- от 23 февруари 1923 година
- от 7 ноември 1923 година
- от 7 ноември 1927 година
- от 1 юли 1928 година
- от 27 май 1935 година
- от 23 февруари 1968 година
- от 26 юли 1992 година
- от 1 януари 2001 година
- от 31 юли 2016 година

## Крайцерът „Аврора“ в изкуството

### Филми
- Корабль и люди. Об истории и славных традициях крейсера Аврора  в  (документален, реж. Татьяна Ливанова, 1973 г.)
- В съветския ням филм от 1926 година „Дяволско колело“ (на руски: Чёртово колесо) главният герой – червенофлотецът от крайцера „Аврора“ Иван Шорин – не се връща навреме на кораба, който отплава за поход в чужбина (изхождайки от историята на крайцера като учебен кораб, може да се направи извода, че действието на филма се случва през май 1925 година).
- Съветския анимационен филм „Аврора“ с песента от него: „Что тебе снится, крейсер Аврора...“. Виж по-долу.
- В ролята на крайцера „Варяг“ при заснемането на едноименния филм.